# Listă de romancieri
Aceast articol cuprinde o listă de romancieri după naționalitate, în ordine alfabetică.
Vezi și: Liste de scriitori, Listă de poeți, Listă de dramaturgi

## Lista de romancieri

#### Abhazia
Vezi și: Listă de scriitori abhazi, Literatura abhază
- Dmitri Gulia (n. 1874 - d. 1960) - a organizat și a condus cea dintâi trupă de teatru din Abhazia[1]
- Fazil Iskander (n. 1929 - ...) - în 1993 câștigat Premiul Pușkin, iar în 1999 Premiul Triumph[2]

#### Afganistan
Vezi și: Listă de scriitori afgani, Literatura afgană
- Gul Mohamad Zhowandai (n. 1905 - d. 1988) - a scris în limba dari, cunoscută și ca persana de est[3]

#### Africa de Sud
Vezi și: Listă de scriitori sud-africani, Literatura sud-africană
J. M. Coetzee (n. 1940 - ...) laureat al Premiului Nobel pentru Literatură în 2003
Nadine Gordimer (n. 1923 - ...) - laureată a Premiului Nobel pentru Literatură în 1991
- Sheila Gordon (n. 1927 - ...) - este autoarea cărții Așteptând ploaia[6]
- Bryce Courtenay (n. 1933 - ...) - autorul romanului The Power of One (1989)[7]

#### Albania
Vezi și: Listă de scriitori albanezi, Literatura albaneză
- Pjetër Bogdani (n. circa 1630 - d. 1689) - unul dintre primii scriitori albanezi[8]
- Ismail Kadare (n. 1936 - ...) - câștigătorul inaugural al Premiului Internațional Man Booker în 2005[9]
- Fatos Kongoli (n. 1944 - ...) - autorul romanului „I humburi” (Ratatul)[10]
- Veli Karahoda (n. 1968 - ...) - a scris romanul „Demonii”, publicat în 2000[11]

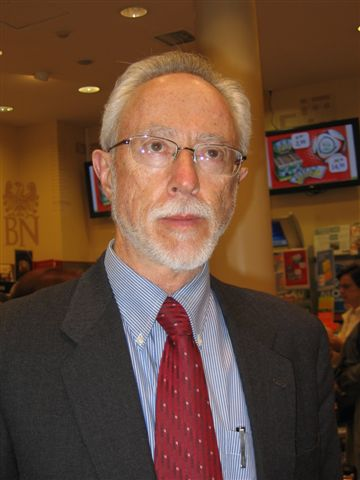
J. M. Coetzee - laureat al Premiului Nobel pentru Literatură în 2003

#### Algeria

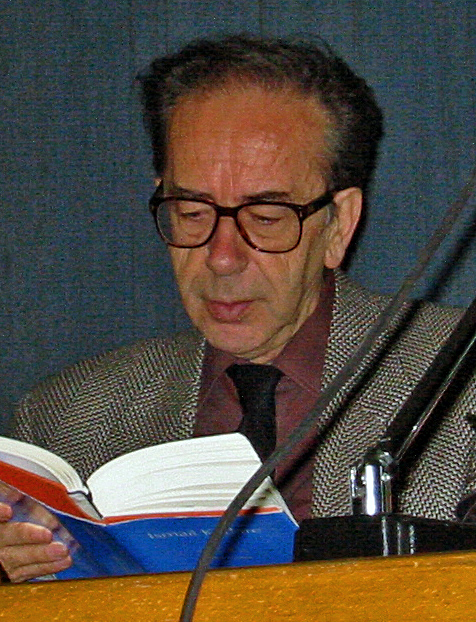
Ismail Kadare

Vezi și: Listă de scriitori algerieni, Literatura algeriană
- Marguerite Taos Amrouche (n. 1913 - d.1976) - autoarea romanului Jacinthe noir (1947), poetă și cântăreață kabilă de expresie franceză[12]
- Rachid Boudjedra (n. 1941 - ... ) - scriitor arab, a scris în franceză și arabă, autorul romanului Repudierea[13]
- Mohammed Dib (n. 1920 - d. 2003) - scriitor arab, a scris în limba franceză și s-a stabilit în Franța[14]
- Tahar Djaout (n. 1954 - d. 1993) - de origine kabilă, a fost asasinat de fundamentaliștii algerieni[15]
- Assia Djebar (n. 1936 - ... ) - de origine mixtă arabo-berberă, scrie în franceză, din 2005 este membră a Academiei Franceze[16]
- Mouloud Feraoun (n. 1913 - d. 1962) - scriitor kabil, a fost asasinat de Organizația Armatei Secrete (OAS)[17]
- Yasmina Khadra (n. 1955 - ...) - ofițer și scriitor arab de limba franceză, refugiat în Franța, scrie sub un pseudonim feminin[18]
- Mouloud Mammeri (n. 1917 - d. 1989) - membru al etniei berbere kabile[19]
- Rachid Mimouni (n. 1945 - d. 1995) - scriitor de limba franceză și activist pentru drepturile omului, a murit în exil la Paris[20]
- Ahlam Mostaghanemi (n. 1953 - ...) - este prima scriitoare algeriană căreia i s-au tradus operele în limba engleză[21]
- Leïla Sebbar (n. 1941 - ...) - de origine franco-arabă, în prezent trăiește la Paris[22]
- Kateb Yacine (n. 1929 - d. 1989) - scriitor , originar dintr-o familie berberă shawi arabizată, a scris în franceză și arabă[23]

##### Scriitori francezi de origine europeană născuți înAlgeria franceză
Albert Camus (n. 1913 - d. 1960) - autorul romanelor Străinul și Ciuma, laureat al Premiului Nobel pentru Literatură în 1957

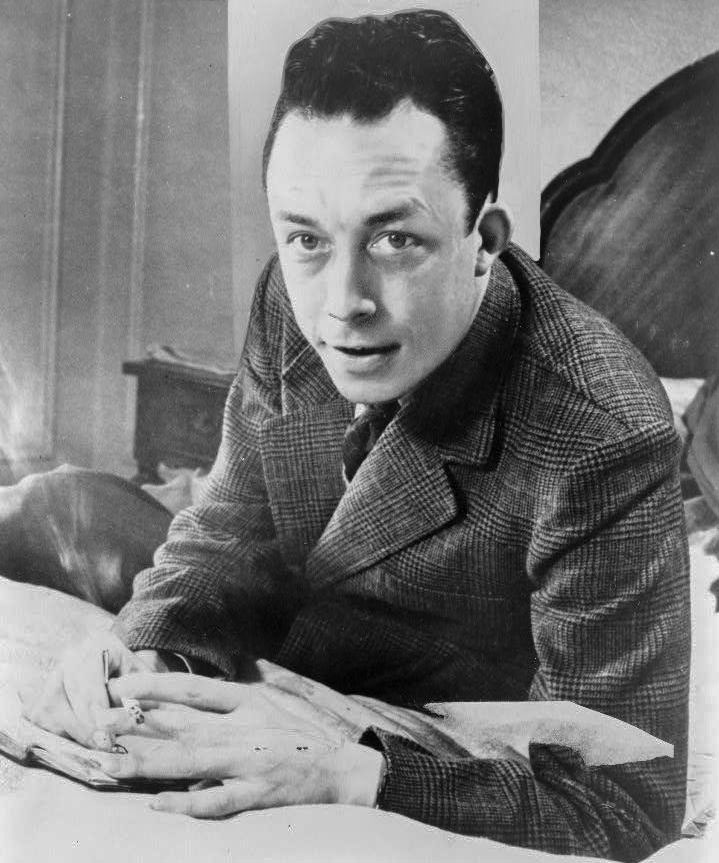
Albert Camus - laureat al Premiului Nobel pentru Literatură în 1957

- Robert Merle (n. 1908 - d. 2004) - câștigător al Premiului Goncourt în 1949[25]
- Emmanuel Roblès (n. 1914 - d. 1995) - scriitor francez cu rădăcini spaniole[26]
- Jules Roy (n. 1907 - d. 2000) - autorul cărții Valea fericită. Navigatorul

##### Scriitori  latini, cu rădăcini berbere, originari dinNumidia, pe teritoriul actual al Algeriei
- Apuleius (123/125 d. Hr. - 180 d. Hr.) - autorul lucrării „Metamorfozele” sau Măgarul de aur[27][28]
- Augustin de Hipona (n. 13 noiembrie 354 - d. 28 august 430) - episcop, filozof și teolog[29]

#### Andorra
Vezi și: Listă de scriitori andorrani, Literatura din Andorra
- Albert Salvadó (n. 1951 - ...) - este autorul cărții „Ochii lui Hannibal” (Los ojos de Aníbal)[30]

#### Angola

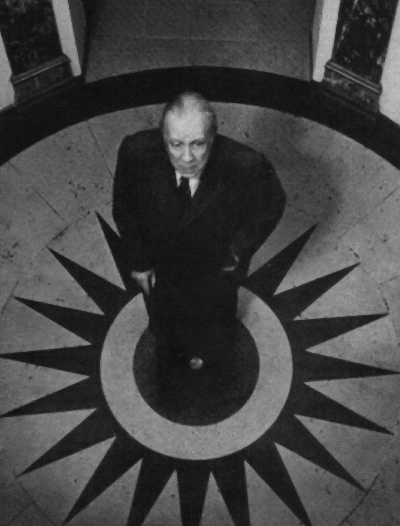
Jorge Luis Borges

Vezi și: Listă de scriitori angolezi, Literatura angoleză
- José Eduardo Agualusa (n. 1960 - ...) - descendent dintr-o familie de coloniști portughezi; operele sale sunt scrise în limba portugheză[31]
- Mário Pinto de Andrade (n. 1928 - d. 1990) - scriitor și politician angolez[32]
- Mendes de Carvalho
- Pepetela (Artur Carlos Maurício Pestana dos Santos) (n. 1941 - ...) - în 1997 a căștigat Premiul Camões[33]
- Óscar Ribas (n. 1909 - d. 2004) - a studiat populația băștinașă Mbundu din Angola, având câteva lucrări pe această temă[34]
- José Luandino Vieira (1935 - ...) - în 2006 a refuzat Premiul Camões[35]

#### Antigua și Barbuda
Vezi și: Listă de scriitori din Antigua și Barbuda, Literatura din Antigua și Barbuda
- Marie-Elena John (n. 1963 - ...) - a militat pentru susținerea și promovarea drepturilor omului în Africa[36]

#### Arabia Saudită
Vezi și: Listă de scriitori saudiți, Literatura saudită

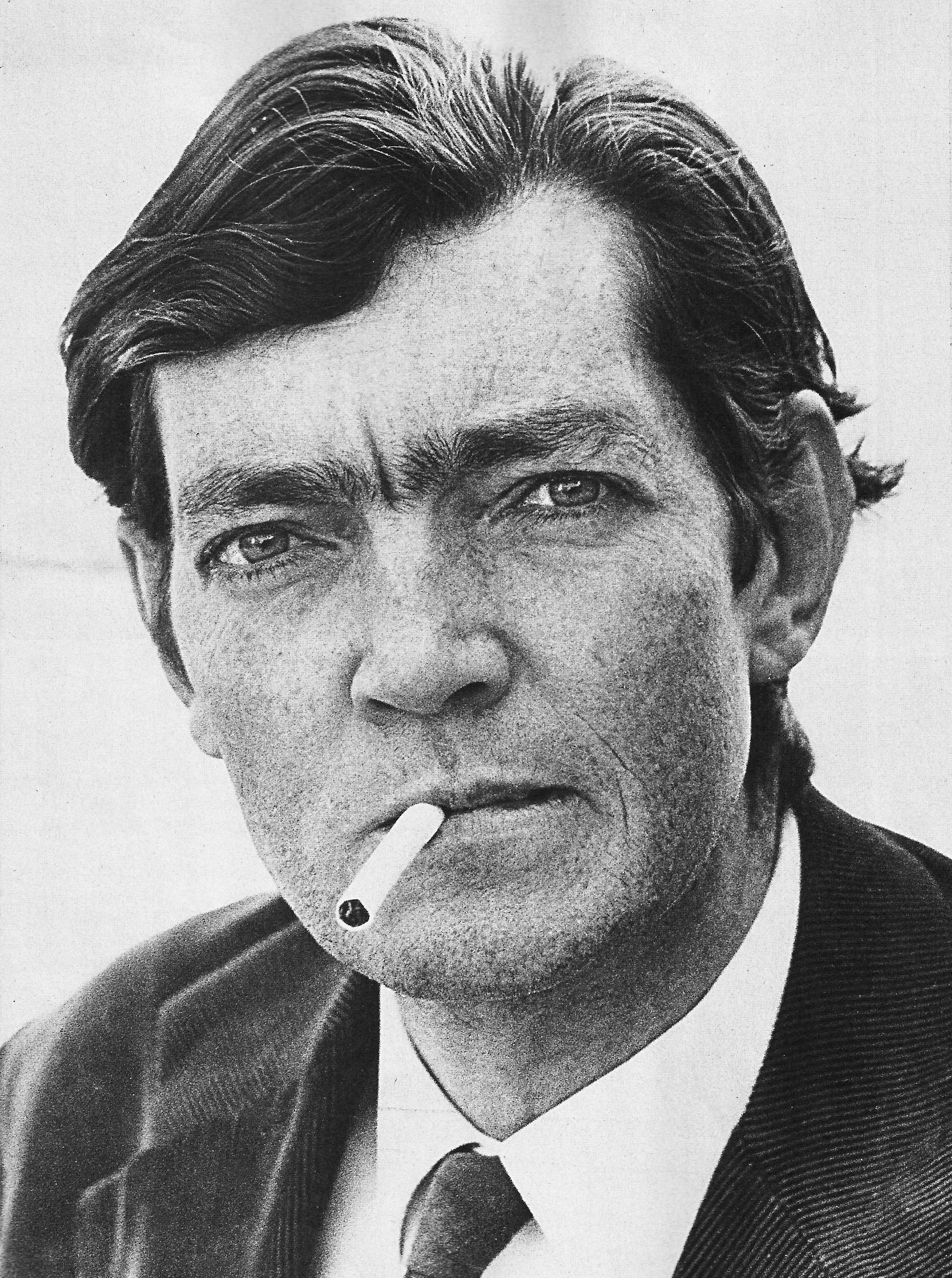
Julio Cortázar

- Rajaa al-Sanea (n. 1981 - ...) - autoare a cărții Fetele din Riyadh[37]
- Turki al-Hamad (n. 1953 - ...) - a scris romanele Adama și Shumaisi[38]

#### Argentina
Vezi și: Listă de scriitori argentinieni, Literatura argentiniană

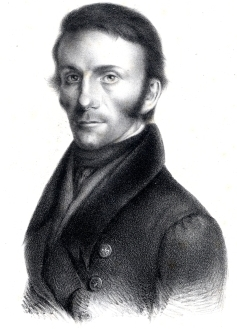
Haceatur Abovian

- Marcos Aguinis (n. 1935 - ...) - autor al romanului La gesta del Marrano[39]
- César Aira (n. 1949 - ...) - a scris cartea Cómo me hice monja, publicată în Spania în 1998[40]
- Federico Andahazi (n. 1963 - ...) - printre cărțile scrise de el se numără și Anatomistul[41]
- Roberto Arlt (n. 1900 - d. 1942) - prozator și dramaturg, autor al cărții „La Fiesta del Hierro”[42]
- Jorge Luis Borges (n. 1899 - d. 1986) - poet, eseist și nuvelist, Borges este unul dintre cei mai cunoscuți scriitori argentinieni ai secolului trecut[43]
- Adolfo Bioy Casares (n. 1914 - d. 1999) - prozator argentinian, membru al școlii realismului magic, autor al romanului „Inveția lui Morel”
- Abelardo Castillo (n. 1935 - ...) - a condus revistele literare „El Escarabajo de Oro” și „El Ornitorrinco”[44]
- Julio Cortázar (n. 1914 - d. 1984) - din 1951 până la moartea sa a trăit în Franța; autor al volumului de povestiri Bestiario[45]
- Macedonio Fernández
- Rodolfo Fogwill
- Ricardo Güiraldes, (1886-1927)
- Sylvia Iparraguirre
- Leopoldo Marechal
- Manuel Puig
- Andrés Rivera
- Juan José Saer
- Ernesto Sábato
- Luisa Valenzuela

#### Armenia
Vezi și: Listă de scriitori armeni, Literatura armeană

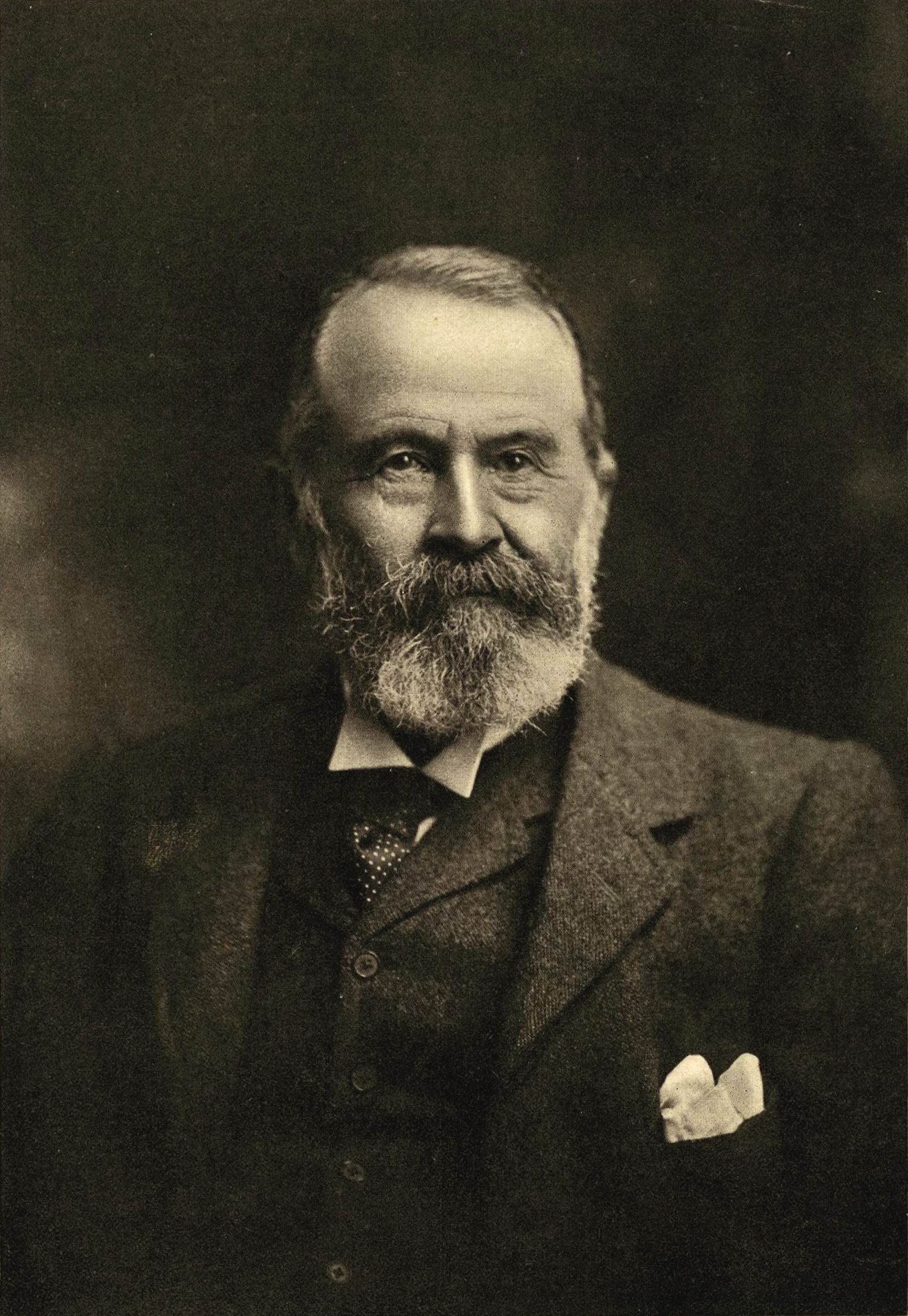
Rolf Boldrewood

- Michael Arlen
- Haceatur Abovian
- Yervant Odian
- Alexander Shirvanzade

#### Asirieni
Vezi și: Listă de scriitori asirieni, Literatura asiriană
- Thea Halo
- Ivan Kakovici (1933-2006)
- Montaha Kochou
- Norman Malek-Yonan
- Rosie Malek-Yonan

#### Australia
Vezi: Listă de scriitori australieni, Literatura australiană
- Jessica Anderson
- Thea Astley
- Murray Bail
- Carmel Bird
- John Birmingham
- Rolf Boldrewood
- Lily Brett
- Geraldine Brooks
- Peter Carey
- Marcus Clarke
- James Clavell
- Bryce Courtenay
- Kathryn Deans
- Robert Dessaix
- Nick Earls
- Greg Egan
- Richard Flanagan
- David Foster
- Miles Franklin

- Joseph Furphy
- Helen Garner
- Peter Goldsworthy
- Kate Grenville
- Kerry Greenwood
- Traci Harding
- Frank Hardy
- Xavier Herbert
- Dorothy Hewett
- George Johnston
- Elizabeth Jolley
- Thomas Keneally,
- David Malouf
- John Marsden,
- Sandy McCutcheon

- Drusilla Modjeska
- Frank Moorhouse
- Gerald Murnane
- Judy Nunn

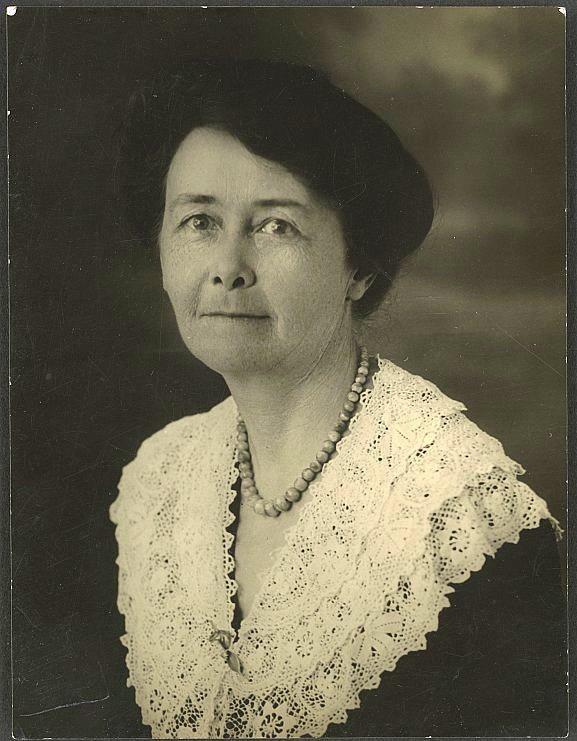
Miles Franklin

Joseph Furphy

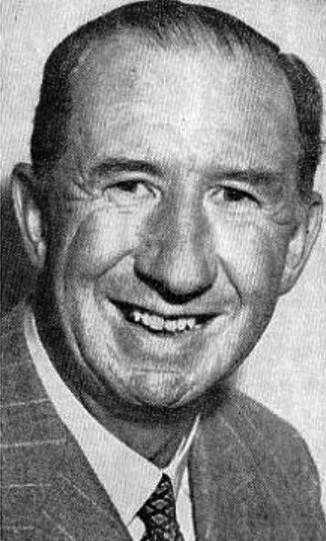
Nevil Shute

- D.B.C. Pierre, 2003 Premiul Booker
- Matthew Reilly
- Henry Handel Richardson
- Jacqui Ross
- Nevil Shute
- Christina Stead,
- Randolph Stow
- Clinton Walker
- Patrick White, Premiul Nobel pentru Literatură (1973)
- Tim Winton
- Amy Witting

#### Austria

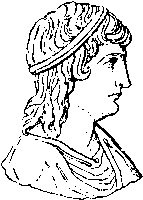
Apuleius

Vezi: Listă scriitori austrieci, Literatura austriacă
- Ludwig Anzengruber
- Thomas Bernhard
- Waris Dirie
- Heimito von Doderer
- Lilian Faschinger
- Erich Hackl
- Peter Handke, (1942– )
- Elfriede Jelinek   laureată a Premiului Nobel
- Aloisia Kirschner
- Susanna Kubelka
- Robert Musil, (1880–1942),  Der Mann ohne Eigenschaften (Omul fără calități)
- Leo Perutz
- Gregor von Rezzori
- Joseph Roth (1894–1939), The Radetzky March
- Bertha von Suttner
- Arthur Schnitzler
- Stefan Zweig, (1881–1942)

#### Autori latini antici
Vezi și: Listă de scriitori latini, Literatura latină
- Petroniu
- Apuleius

#### Azerbaidjan
Vezi și: Listă de scriitori azeri, Literatura azeră

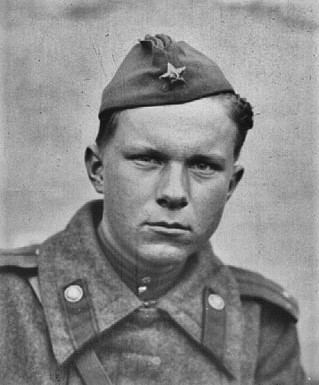
Vasil Bykaŭ în România, 1944

- Mirza Fatali Akhundov
- Yusif Vazir Chamanzaminli

#### Bangladeș
Vezi și: Listă de scriitori din Bangladesh, Literatura din Bangladesh
- Meer Abdullah Harun
- Taslima Nasrin
- Kazi Nazrul Islam

#### Barbados

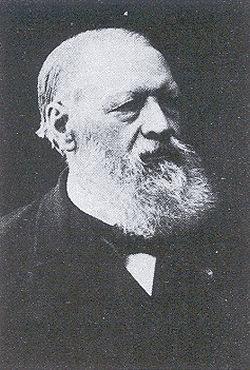
Hendrik Conscience

Vezi și: Listă de scriitori din Barbados, Literatura din Barbados
- George Lamming
- Glenville Lovell

#### Belarus
Vezi și: Listă de scriitori bieloruși, Literatura bielorusă
- Vasil Bykaŭ (1924-2003)
- Uładzimir Karatkievič (1930 - 1984)
- Yakub Kolas (psedonimul lui Kanstantin Mitskevici)
- Yanka Kupala (pseudonimul lui Ivan Daminikavich Lutsevich)

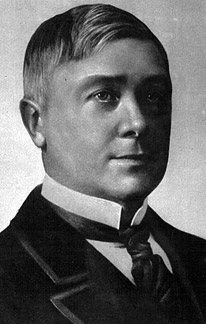
Maurice Maeterlinck - laureat al Premiului Nobel pentru Literatură în 1911

- Ivan Shamiakin (1921-2004)

#### Belgia
Vezi și: Listă de scriitori belgieni, Listă de scriitori din Țările de Jos, Literatura belgiană
- Cornelis de Bie
- Louis Paul Boon
- Hendrik Conscience
- Ernest Claes
- Hugo Claus
- Christine D'Haen
- Johan Daisne
- Charles De Coster
- Willem Elsschot
- Jef Geeraerts
- Guido Gezelle
- Marnix Gijsen
- Hubert Lampo
- Rosalie Loveling
- Virginie Loveling
- Maurice Maeterlinck
- Alice Nahon
- Amélie Nothomb
- Maria Rosseels
- Georges Simenon
- Stijn Streuvels
- Herman Teirlinck
- Felix Timmermans
- André Henri Constant van Hasselt
- Karel Van Mander
- Emile Verhaeren
- Peter Verhelst
- Gerard Walschap
- Jan Frans Willems
- Marguerite Yourcenar
- Lode Zielens

#### Belize

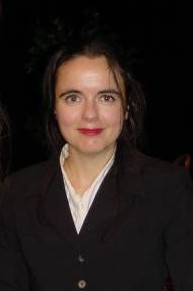
Amélie Nothomb

Vezi și: Listă de scriitori belizieni, Literatura din Belize
- Colville Young

#### Benin
Vezi și: Listă de scriitori beninezi, Literatura benineză
- Berte-Evelyne Agbo
- Florent Couao-Zotti (1964– )
- Félix Couchoro (1900–1968)
- Richard Dogbeh (1932–2003)
- Flore Hazoume (1959– )
- Paul Hazoumé
- Lauryn (1978– )
- Hortense Mayaba

#### Bhutan
Vezi și: Listă de scriitori bhutanezi, Literatura bhutaneză
- Kunzang Choden

#### Birmania
Vezi și: Listă de scriitori birmanezi, Literatura birmaneză
- James Hla Kyaw
- Khin Hnin Yu
- Khin Khin Htoo
- Dagon Khin Khin Lay
- Mya Than Tint

#### Bolivia

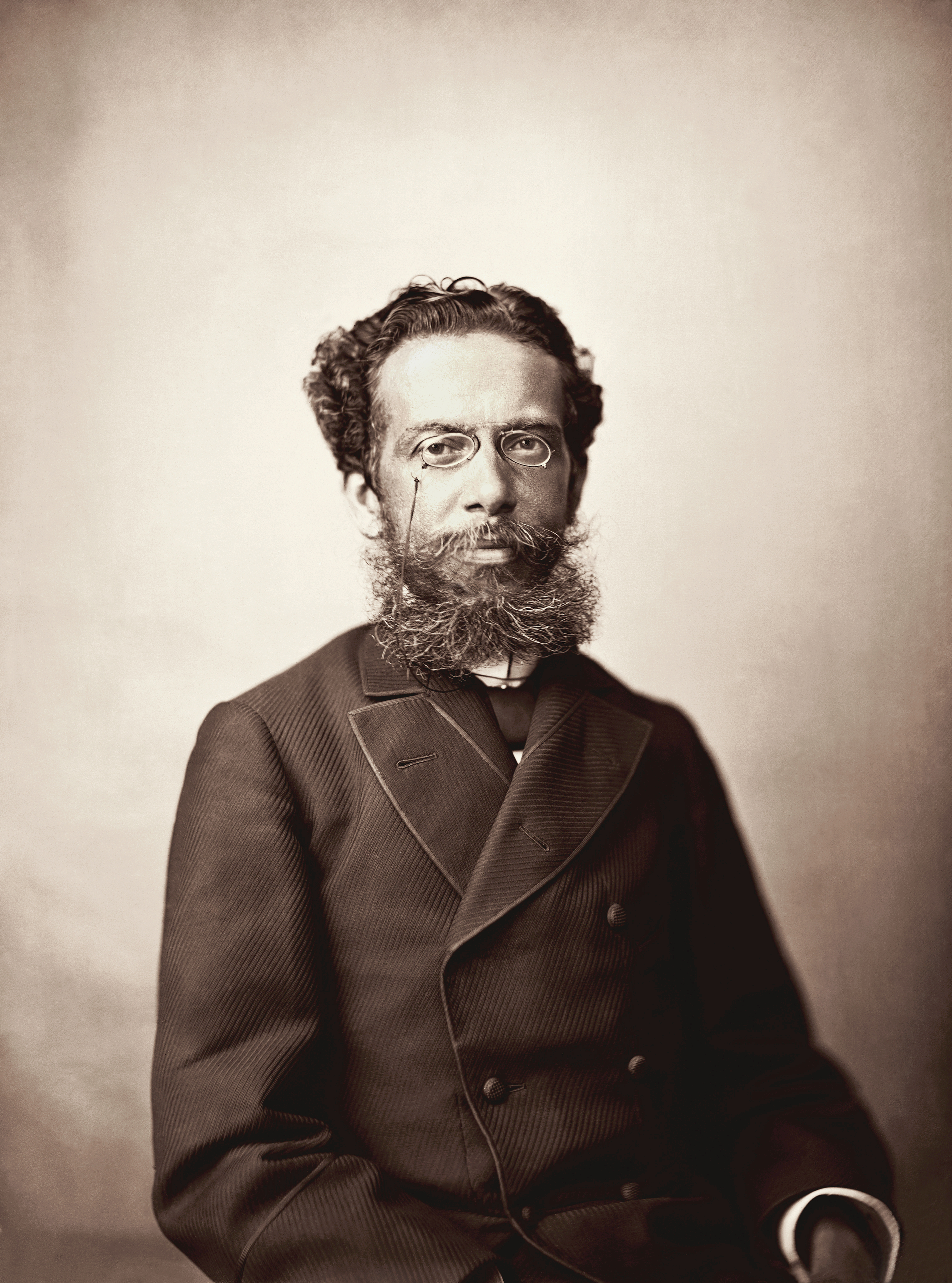
Machado de Assis

Vezi și: Listă de scriitori bolivieni, Literatura boliviană
- Alcides Arguedas
- Jaime Sáenz
- Gastón Suárez
- Adela Zamudio

#### Bosnia și Herțegovina

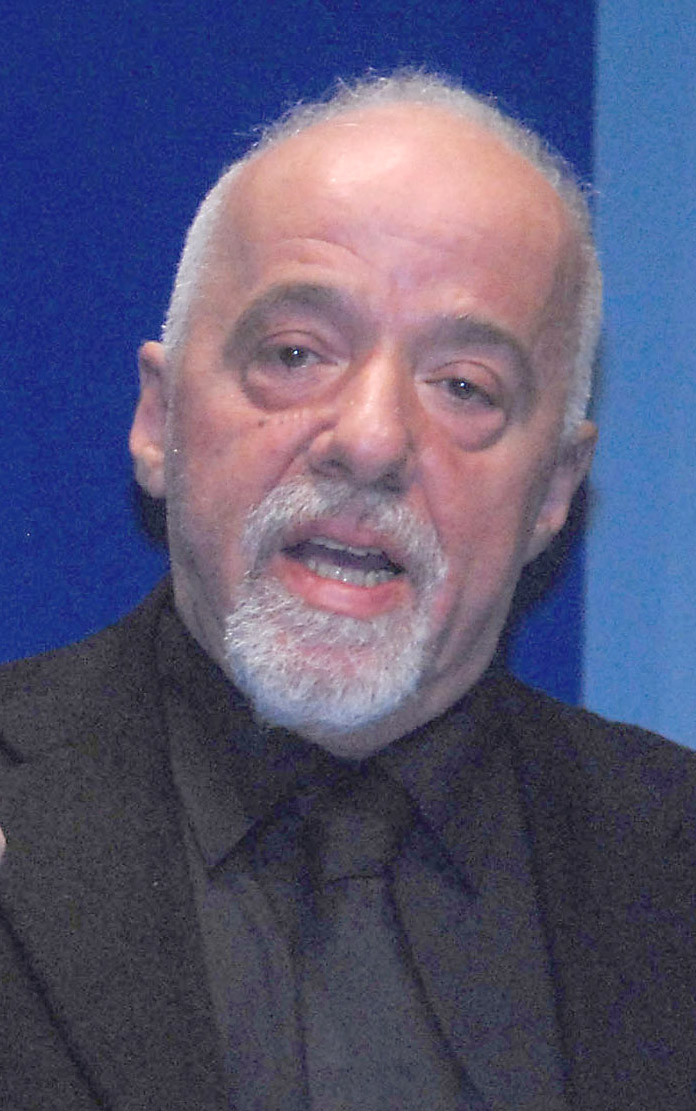
Paulo Coelho

Vezi și: Listă de scriitori bosniaci, Literatura bosniacă
- Ivo Andrić, (1892 - 1975), Premiul Nobel pentru Literatură (1961)
- Meša Selimović
- Skender Kulenović
- Branko Ćopić
- Zija Dizdarević
- Aleksandar Hemon
- Andrej Nikolaidis

#### Botswana
Vezi și: Listă de scriitori din Botswana, Literatura din Botswana
- Caitlin Davies, născută în Anglia
- Unity Dow
- Bessie Head, născută în Africa de Sud
- Mositi Torontle

#### Brazilia

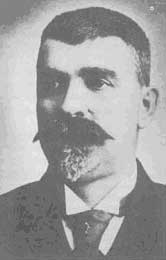
Ivan Vazov

Vezi și: Listă de scriitori brazilieni, Literatura braziliană
- Jorge Amado
- Joaquim Maria Machado de Assis
- Gustavo Barroso
- Paulo Coelho, (1947- )
- Adonias Filho
- Joaquim Manuel de Macedo
- Lúcia Machado de Almeida
- Holdemar Menezes, (1921-1996)

#### Bulgaria

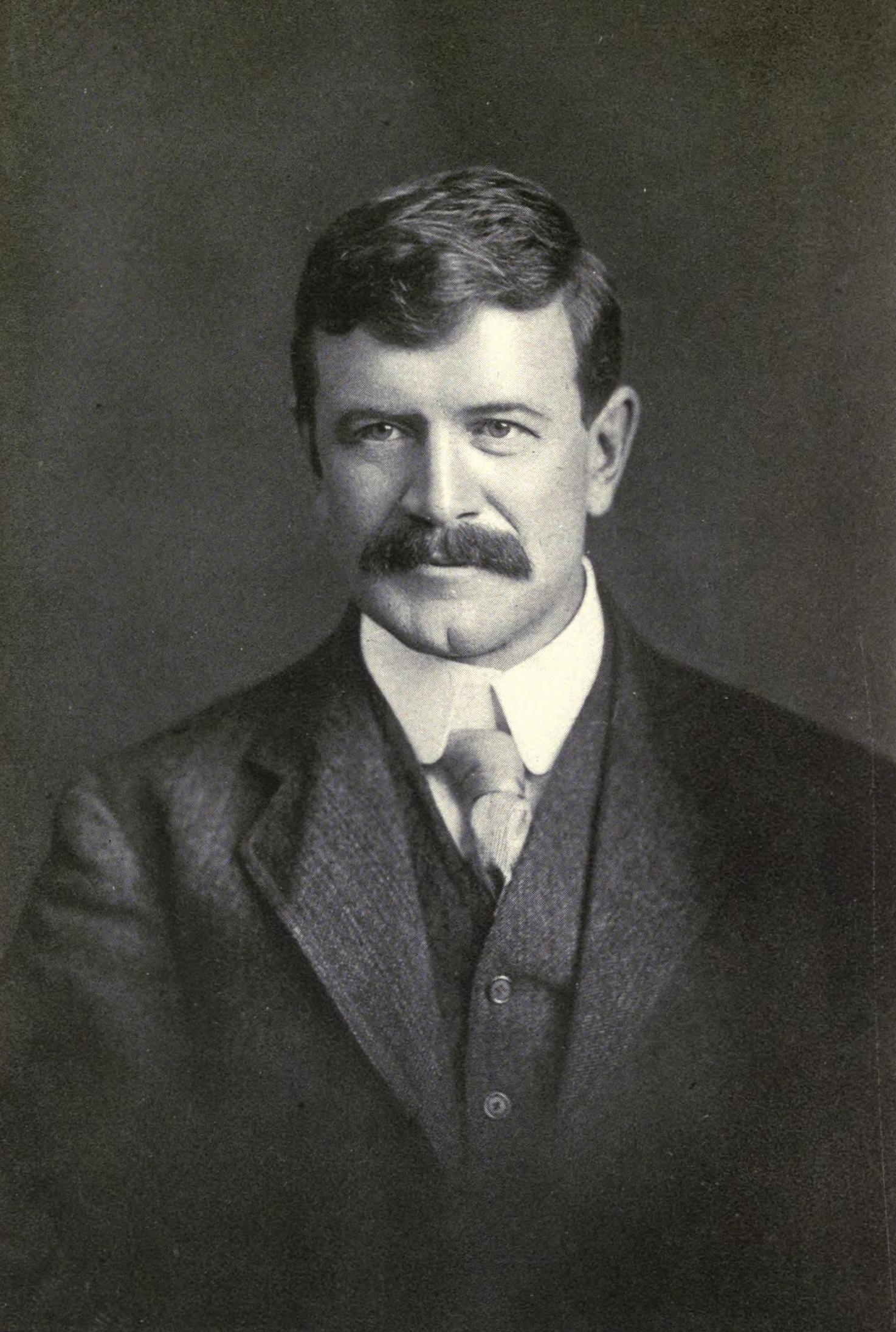
Stephen Leacock

Vezi și: Listă de scriitori bulgari, Literatura bulgară
- Ivan Vazov
- Stoian Zagorcinov
- Vladimir Zarev
- Elin Pelin

#### Burkina Faso
Vezi și: Listă de scriitori din Burkina Faso, Literatura din Burkina Faso
- Sarah Bouyain (1968– )
- Monique Ilboudo
- Honorine Mare (1972– )
- Suzy Henrique Nikiéma
- Adiza Sanoussi

#### Cambodgia
Vezi și: Listă de scriitori cambodgieni, Literatura cambodgiană
- Soth Polin

#### Camerun

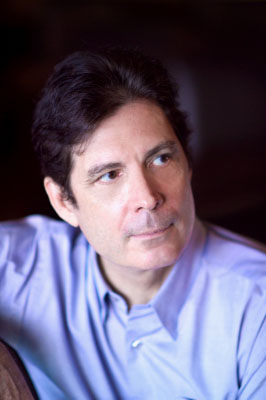
Christopher G. Moore

Vezi și: Listă de scriitori camerunezi, Literatura cameruneză
- Mongo Beti (pseudonym of Alexandre Biyidi Awala)
- Calixthe Beyala
- Ferdinand Oyono (1929– )
- Evelyne Mpoudi Ngole (1953– )
- Francis Bebey

#### Canada
Vezi și: Listă de scriitori canadieni, Literatura canadiană
- Margaret Atwood, (1939- ), autoarea romanului The Handmaid's Tale (1985)
- Pierre Berton, (1920-2004)
- Marie-Claire Blais, (1939- )
- Morley Callaghan, (1903-1990), autor al romanului Strange Fugitive (1928)
- Deborah Joy Corey, (1958- ) a câștigat premiul canadian "Books in Canada First Novel Award"
- Robertson Davies, (1913-1995), autor al romanului A cincea afacere
- Réjean Ducharme
- Timothy Findley (1930-2002)
- Donald Jack

- Hugh MacLennan
- Margaret Laurence
- Stephen Leacock

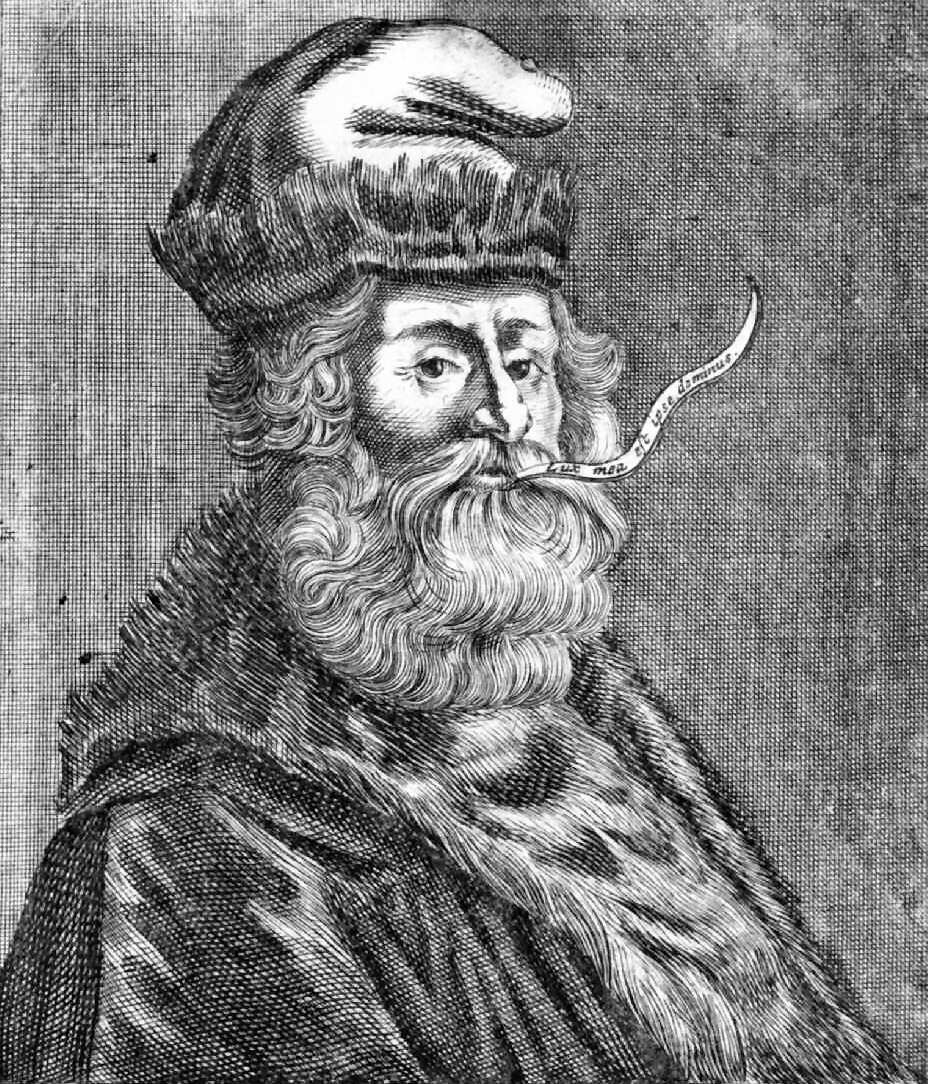
Ramon Llull

- Yann Martel, autor al romanului Viața lui Pi, 2002 Premiul Booker
- Rohinton Mistry, (1952- )
- Lucy Maude Montgomery, (1874-1942)
- Susanna Moodie,  (1803-1885)
- Christopher G. Moore, (1952- )
- Farley Mowat
- Alice Munro, (1931- )
- Michael Ondaatje, (1943- ), autor al romanului Pacientul englez  (1993)
- Mordecai Richler, (1931-2001), autor al romanului Ucenicia lui Duddy Kravitz  (1959)
- Gabrielle Roy, (1909-1983)
- Margaret Marshall Saunders, (1861-1947)

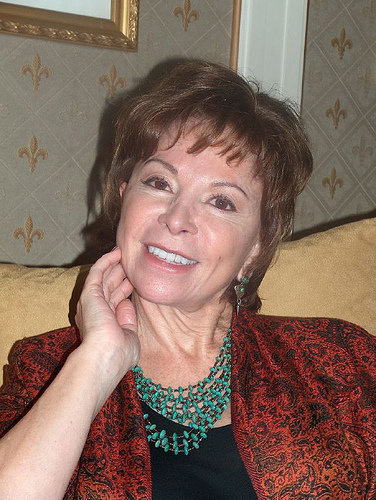
Isabel Allende

- Carol Shields, (1935-2003)
- Catharine Parr Traill, (1802-1899)
- Roland Michel Tremblay, (1972- )
- Jane Urquhart, (1949- )

#### Capul Verde
- Germano Almeida (1945– )
- Manuel Lopes
- Dina Salústio (1941– )
- Rosa de Saron

#### Catalonia
- Raimon Llull, (1235-1315), autor al romanului Cartea miracolelor
- Ramon Muntaner, (circa 1270-1336), autor al Cronicii
- Joanot Martorell, (1413-1468), autor al romanului Tirant lo Blanc
- Narcís Oller, (1846-1930), autor al romanului Febra de aur
- Mercè Rodoreda, (1909-1983), autor al romanului La plaça del diamant

#### Ciad
- Marie-Christine Koundja (1957– )

#### Chile

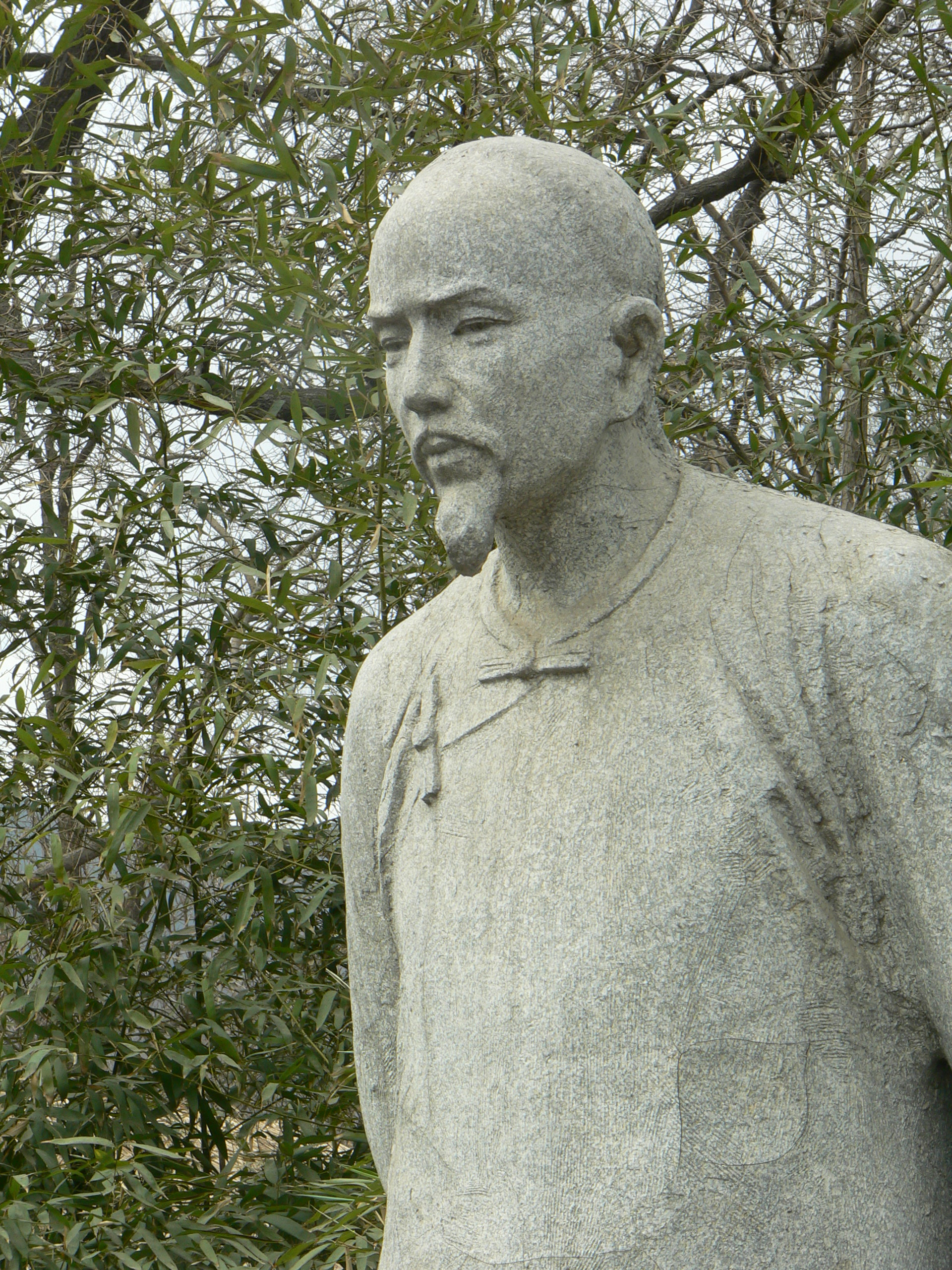
Cao Xueqin

Vezi și: Listă de scriitori chilieni
- Isabel Allende
- Roberto Bolaño
- Teresa Calderón
- Roberto Castillo (1950)
- Francisco Coloane
- José Donoso
- Carla Guelfenbein
- Manuela Gumucio
- Andrea Maturana
- Luis Sepúlveda
- Marcela Serrano
- Mercedes Valdivieso

#### China

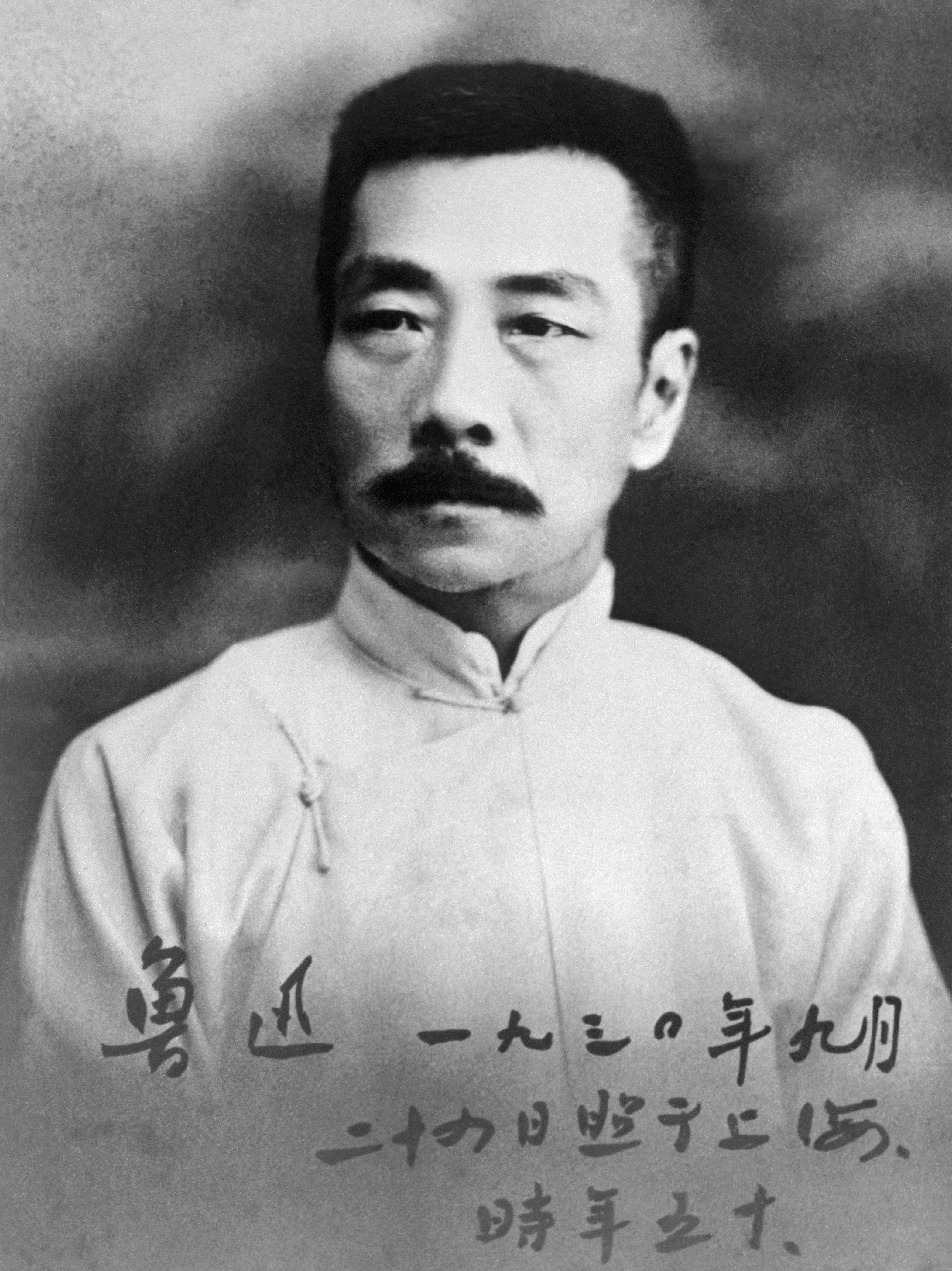
Lu Xun

Vezi și: Literatura chineză, Listă de scriitori chinezi
- Ang Li
- Cao Xueqin, (circa 1715–1763), author of Dream of the Red Chamber
- Dai Sijie, author of Balzac and the Little Chinese Seamstress
- Gao Xingjian, exile and Nobel laureate
- Han Shaogong, (n. 1953)
- Lao She, (1899–1966), a scris Si Shi Tong Tang
- Li Yu (scriitor)
- Lu Xun, (1881–1936), a scris Povestea adevărată a lui Ah Q
- Mao Dun, (1896–1981), a scris Zi Ye
- Mo Yan, author of Red Sorghum
- Qian Zhongshu, (1910–1998), a scris Wei Cheng
- Wang Shuo
- Zhang Ailing, (1920–1995), female romantic story writer

#### Coasta de Fildeș

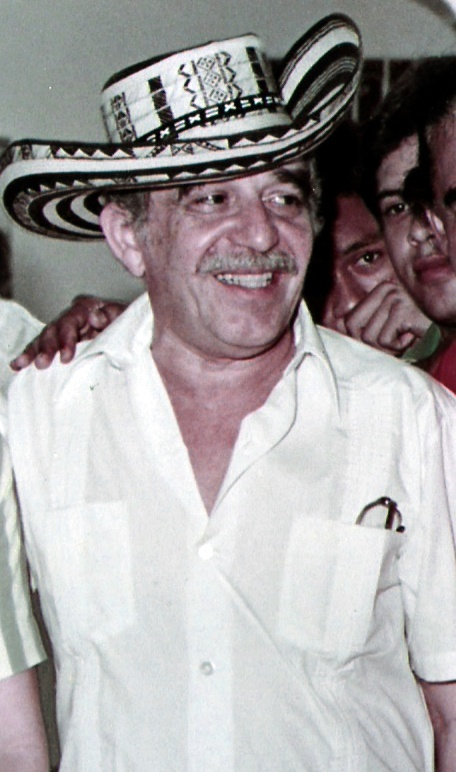
Gabriel García Márquez - laureat al Premiului Nobel pentru Literatură în 1982

Vezi și: Listă de scriitori ivorieni
- Tanella Boni
- Micheline Coulibaly, născută în Vietnam (1950–2003)
- Richard Dogbeh, de asemenea, asociat și cu Benin, Senegal și Togo (1932–2003)
- Ahmadou Kourouma (1927–2003)
- Véronique Tadjo (1955– )

#### Columbia
Vezi și: Listă de scriitori columbieni, Literatura columbiană
- Héctor Abad Faciolince, (1958– ), autorul romanelor Angosta (2004) și El Olvido que Seremos (2006)
- Jorge Isaacs (1 aprilie 1837 - 17 aprilie 1895) - a scris romanul María

Gabriel García Márquez (1928- ) - autor al romanelor Un veac de singurătate (1967) și Toamna patriarhului, Premiul Nobel pentru Literatură în 1982
- Álvaro Mutis (n. 25 august 1923 - ) - câștigător al Premiul Internațional Neustadt (considerat Premiul Nobel american pentru literatură)
- José Eustasio Rivera (1888–1928) - autor al romanului La Vorágine

#### Congo-Brazzaville

Álvaro Mutis

Vezi și: Listă de scriitori din Republica Congo
- Jeannette Balou Tchichelle (1947– ) - a scris cartea O inima în exil
- Noëlle Bizi Bazouma (1959– )
- Emmanuel Dongala (n. 1941) - autorul romanului Johnny Chien Méchant
- Aleth Felix-Tchicaya (1955– ) - este nepoata scriitoarei Tchicaya U Tam'si
- Flore Hazoume (1959– ) - de asemenea, asociat și cu Benin
- Francine Laurans (1962– )
- Ghislaine Sathoud (1969– )

#### Congo-Kinshasa (înainte Zair)
- Amba Bongo
- Maguy Kabamba (1960– )
- Sony Labou Tansi (1947–1995)
- V. Y. Mudimbe (1941– )
- Frederick Kambemba Yamusangie

#### Cosmopoliții

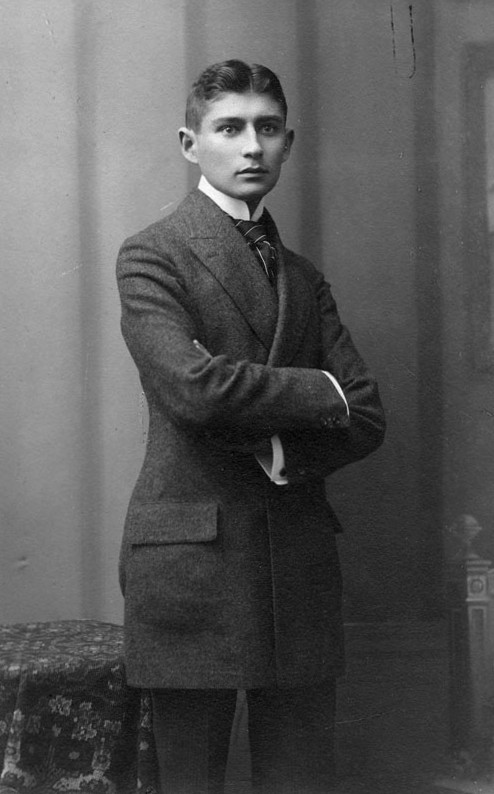
Franz Kafka

- Romain Gary, autor francez de origine rusă
- Franz Kafka,(1883-1924) a trăit in Praga în timpul Imperiului Austro-Ungar și apoi în Cehoslovacia; a scris în limba germană
- Arthur Koestler (1905-1983)
- Milan Kundera, (1929- ) s-a născut în Cehoslovacia, dar s-a mutat în Franța
- Salman Rushdie, (1947- ) s-a născut în India, dar s-a mutat în Marea Britanie. A scris în limba engleză, a fost pus sub fatwah (condamnare la moarte) de clericii musulmani pentru romanul Versetele satanice

#### Coreea de Sud

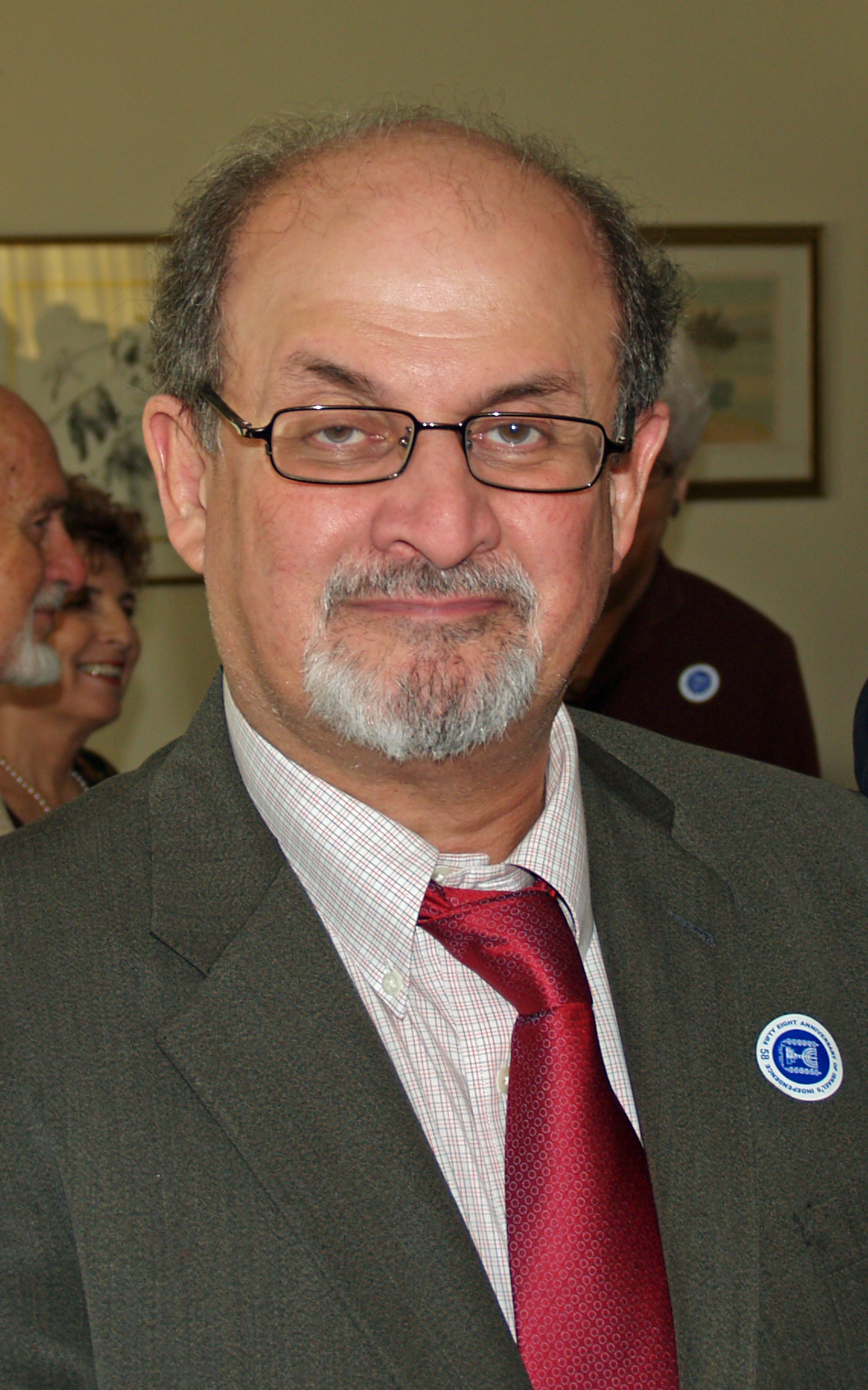
Salman Rushdie

- Hwang Sok-yong
- Yi Munyol

#### Costa Rica
Vezi și: Listă de scriitori croați
- Max Jiménez
- Manuel Argüello Mora

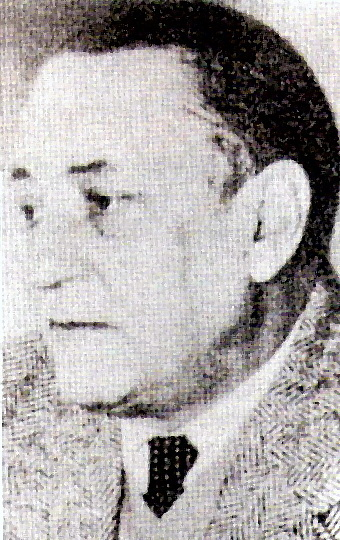
Alejo Carpentier

- Joaquín García Monge (1881 – 1958)

#### Croația
Vezi și: Listă de scriitori croați
- Miroslav Krleža (1893-1981)
- Ivo Andric (1892-1975)
- Ivan Aralica (1930-)
- Tomislav Ladan (1932-)

#### Cuba
- Reinaldo Arenas
- Alejo Carpentier (1904–1980)
- Daína Chaviano
- José Lezama Lima
- Leonardo Padura Fuentes (n. 1955)

#### Republica Cehă

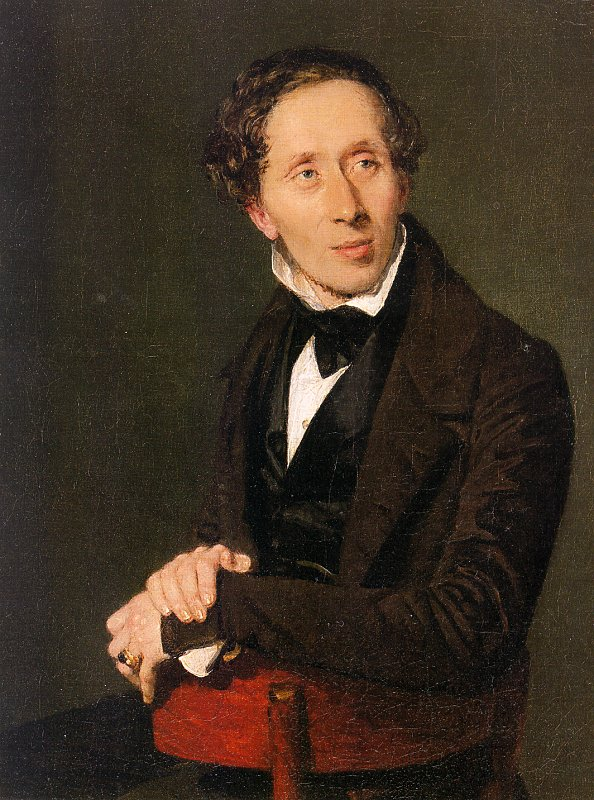
Hans Christian Andersen

- Karel Čapek, (1890-1938), așa zis inventator al cuvântului robot, moralist, patriot ceh
- Jaroslav Hašek, (1883-1923), autor comic, a scris Peripețiile bravului soldat Svejk
- Václav Havel, (1936 -2011), dramaturg celebru și fost președinte al Cehiei (1993-2003)
- Bohumil Hrabal, (1914-1997), a murit în timp ce încerca să hrănească niște porumbei
- Milan Kundera, (n. 1929) autor al romanului Insuportabila ușurătate a Ființei
- Jaroslav Seifert (1901-1986), (Premiul Nobel pentru literatură) (1984)

Romancieri cehi de limba germana:
- Franz Kafka

#### Danemarca

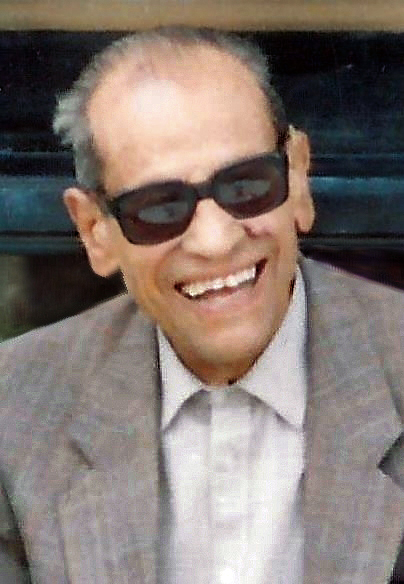
Naguib Mahfouz - laureat al Premiului Nobel pentru Literatură în 1988

- Hans Christian Andersen (1805-1875)
- Isak Dinesen, (1885-1962) (nume real: Karen Blixen), autor a Șapte povesti gotice (1934), Out of Africa (1937)
- Johannes Vilhelm Jensen (1873-1950), Premiul Nobel pentru literatură (1944)
- Peter Kjærulff (1947 - )

#### Djibouti

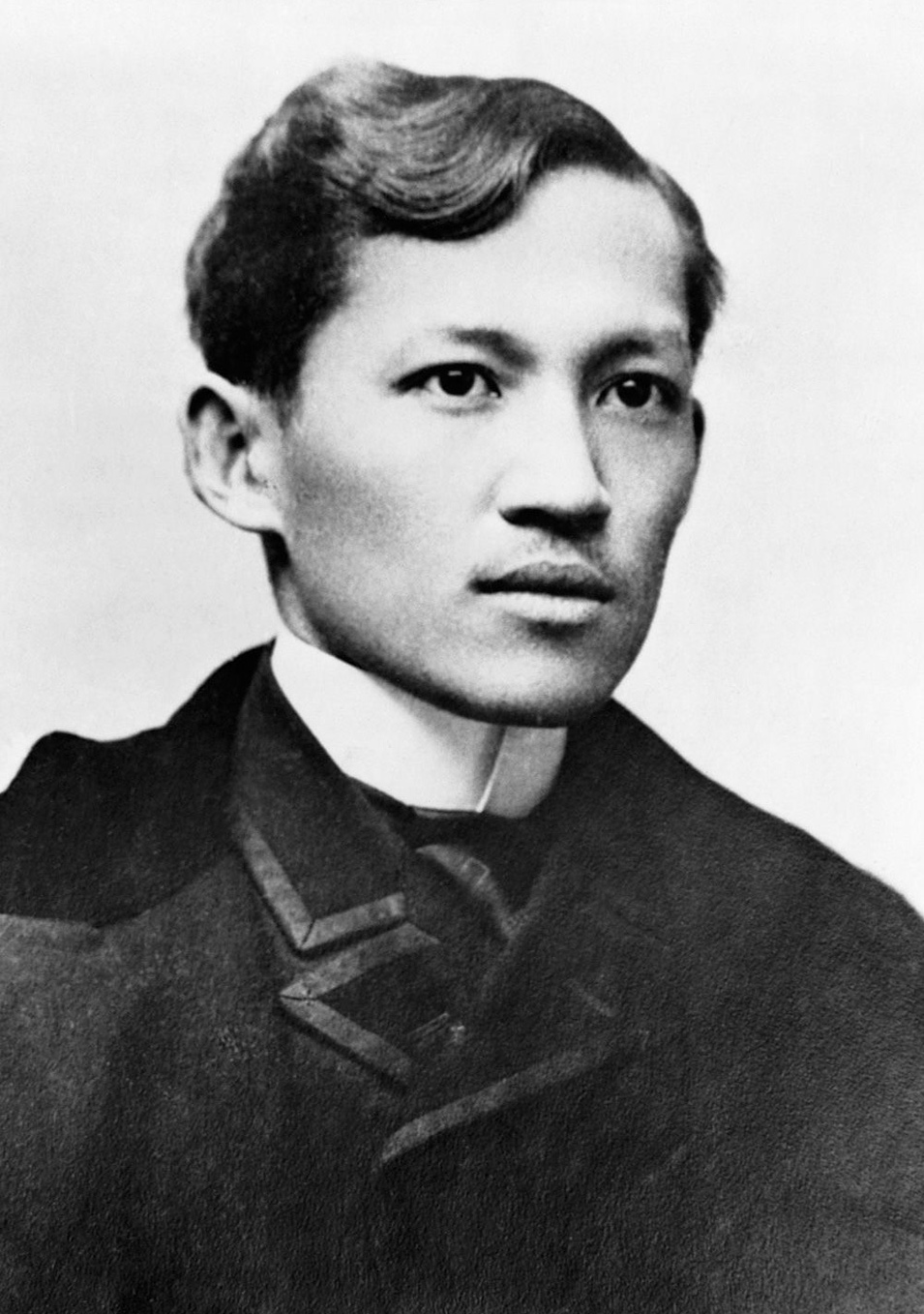
José Rizal

- Mouna-Hodan Ahmed (1972– )
- Waberi Abdourahman (1965– )

#### Dominica

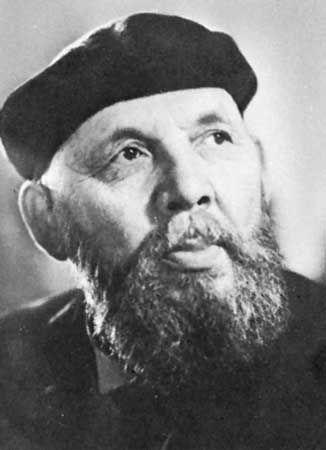
Frans Eemil Sillanpää - laureat al Premiului Nobel pentru Literatură în 1939

- Phyllis Shand Allfrey
- Jean Rhys

#### Ecuador
- P. Jaramillo Alvarado
- Enrique Gil Gilbert
- Salomon Isacovici
- Luis A. Martínez
- Juan Montalvo
- Jorge Queirolo Bravo
- Alicia Yánez

#### Egipt
- Gamal Al-Ghitani
- Naghib Mahfuz, (1911- ) Premiul Nobel pentru literatură (1988), faimos pentru ciclul Trilogia Cairo.
- Alifa Rifaat
- Ahdaf Soueif
- Sonallah Ibrahim, (1937– )

#### El Salvador
- Mario Bencastro
- Horacio Castellanos Moya
- José Roberto Cea

#### Elveția
Vezi și: Listă de scriitori elvețieni, Literatura elvețiană
- Friedrich Dürrenmatt (1921–1990), The Quarry
- Max Frisch (1911 - 1991), Stiller (1954) (Eu nu sunt Stiller), Numele meu fie Gantenbein (1964)
- Christian Kracht, (1966 –)

#### Estonia
- Jüri Ehlvest, (1967– )
- Kaur Kender, (1971– )
- Heiti Kender, (1973– )
- Albert Kivikas, (1898–1978)
- Kadri Kõusaar, (1980– )
- Jaan Kross, (1920– )
- Juhan Liiv (1864–1913)
- Tõnu Õnnepalu, (aka Emil Tode, 1962– )
- Lilli Promet, (1922–2007)
- Karl Ristikivi, (1912–1977)
- Anton Hansen Tammsaare, (1878–1940)
- Heiki Vilep, (1960– )

#### Etiopia
- Innānu Āggonāfir (pseudonym of Nagāsh Gabra Māryām)
- Haddis Alemayehu
- Āfawarq Gabra Iyasus
- Moges Kebede
- Nega Mezlekia
- Girmācchaw Takla Hāwāryāt
- Kebede Michael
- Hama Tuma (1949– )
- Birhānu Zarīhun

#### Filipine
- Francisco Arcellana
- Enrico Antiporda
- Lualhati Bautista
- Carlos Bulosan
- Jose Dalisay
- Lazaro Francisco
- Eric Gamalinda
- N.V.M. Gonzalez
- Jessica Hagedorn
- Amado Hernandez
- Stevan Javellana
- Nick Joaquin
- Maximo Kalaw
- Edgardo Reyes
- José Rizal
- Ninotchka Rosca
- Bienvenido Santos
- Lope K. Santos
- Rogelio Sicat
- F. Sionil Jose
- Edilberto Tiempo
- Edith Tiempo
- Linda Ty-Casper

#### Finlanda
- Juhani Aho, (1861-1921)
- Tove Jansson, (1914-2001)
- Aino Kallas, (1878-1956)
- Aleksis Kivi, (1834-1872)
- Väinö Linna, (1920-1992)
- Arto Paasilinna
- Kalle Päätalo, (1919-2000)
- Frans Eemil Sillanpää, (1888-1964), (Premiul Nobel pentru literatură, 1939)
- Mika Waltari (1908-1979).

#### Franța

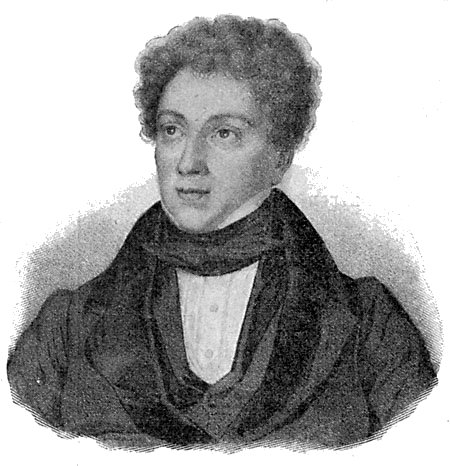
Alexandre Dumas (tatăl)

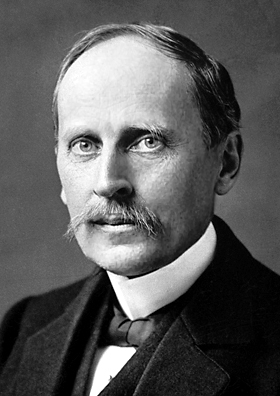
Romain Rolland

- Louis Aragon, (1897–1982), reprezentant al realismului  socialist, fondator alături de André Breton, al mișcării suprarealiste
- Honoré de Balzac, (1799–1850), autor al ciclului romanesc Comedia umană, o serie de romane ce dau imaginea vieții sociale în Franța secolului al XIX-lea
- Henri Barbusse, (1873–1935)
- Jean Maurice Eugène Clément Cocteau, (1889–1963)
- Albert Camus, (1913–1960), autor al romanelor Străinul și  Ciuma
- Denis Diderot, (1713–1784), autor al romanelor Călugărița, Nepotul lui Rameau, Jaques fatalistul

- Maurice Drouon
- Georges Duhamel, (1884–1966)
- Alexandre Dumas, (1802–1870)
- Gustave Flaubert, (1821–1880), autor al romanului Madame Bovary
- Anatole France, (1844–1924), autor al romanelor Crima lui Sylvestre Bonnard, Thaïs, Pe lespedea albă

Roger Martin du Gard, (1881–1958), laureat al Premiului Nobel pentru Literatură în anul 1937

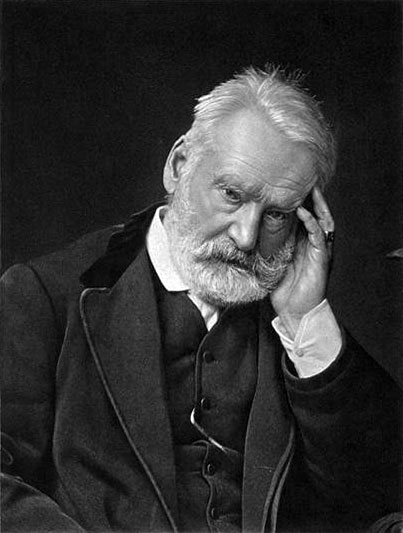
Victor Hugo

- François Charles Mauriac, (1885–1970), laureat al Premiului Nobel pentru Literatură în anul 1952
- Romain Gary
- André Gide, (1869–1951)
- Victor Hugo, (1802–1885), autor al Cocoșatului de la Notre Dame și al romanului Mizerabilii
- André Makine
- Guy de Maupassant, (1850–1893)
- Robert Merle,(1908–2004)
- Jean d'Ormesson

- Abatele Prévost (1697–1763), autor al romanului Manon Lescaut
- Marcel Proust, (1871–1922), autor al romanului fluviu  În căutarea timpului pierdut
- François Rabelais, (aprox. 1493–1553)

- Romain Rolland, (1866–1944), laureat al Premiului Nobel pentru Literatură în anul 1915
- Jean-Jacques Rousseau, (1712–1778)
- George Sand, psedudonimul lui Amandine Lucie Aurore Dupin de Francneil - viitoare baroana Dudevant (1804–1876), autoarea romanelor  Consuelo , Valentine, Lelia , Jaques, Mauprat
- Jean-Paul Sartre, (1905–1980), filozof existențialist, (a respins Premiul Nobel pentru literatură în (1964) )
- Stendhal, psedudonimul lui Marie-Henri Beyle, (1783–1842), autor al romanelor Roșu și Negru și Mănăstirea din Parma
- Eugène Sue
- Jules Verne, (1828–1905), părintele literaturii moderne de anticipație
- Voltaire, (1694–1778), autor satiric, a scris romanul Candid
- Emile Zola, (1840–1902), naturalist, a scris romanele Nana, Gervaise și Germinal
- Jean Genet, (1910–1986)
- Michel Houellebecq, romancier contemporan, autor al Particulelor elementare

#### Gabon
- Jean-Baptiste Abessolo (1932– )
- Bessora (născut în Belgia) (1968– )
- Rene Maran, născut lângă Martinica (1887–1960)
- Chantal Magalie Mbazoo-Kassa
- Justine Mintsa (1967– )
- Angèle Ntyugwetondo Rawiri

#### Gambia
- Alhagi Kah
- Lenrie Peters

#### Georgia
- Goderdzi Chokheli
- Nodar Dumbadze
- Konstantine Gamsakhurdia
- Alexander Kazbegi
- Mikheil Javakhishvili

#### Germania
(vezi și Lista scriitorilor de limbă germană)
- Alfred Andersch
- Jurek Becker
- Heinrich Böll, (1917-1985)
- Alfred Döblin, (1878-1957), autor al romanului Berlin Alexanderplatz
- Friedrich Dürrenmatt (1921-1990), autor al romanului Vizita bătrânei doamne
- Johann Wolfgang von Goethe, (1749-1832)
- Günter Grass, (1927-2015), Premiul Nobel pentru literatură (1999), a scris romanul Toba de tinichea,
- Hermann Hesse, (1877-1962), autor al romanelor Jocul cu mărgelele de sticlă, Lupul de stepă, Narziss și Gură de aur, Premiul Nobel pentru literatură în (1946)
- Siegfried Lenz, (1926- )
- Heinrich Mann
- Thomas Mann, (1875-1955)
- Dieter Noll
- Erich Maria Remarque, (1898-1970), autor al romanului de război Nimic nou pe frontul de Vest (1929)
- Anna Seghers
- Patrick Süskind (1949- ), autor al romanului Parfumul
- Martin Walser
- Arnold Zweig

#### Ghana
- Ama Ata Aidoo (1940– )
- Ayi Kwei Armah
- Bediako Asare, also connected with Tanzania
- Kofi Awoonor (1935– )
- William Boyd
- Akosua Busia
- J.E. Casely-Hayford
- Amma Darko
- Cameron Duodu, author of The Gab Boys (1967)
- Marilyn Heward-Mills, author of The Cloth Girl (2006)
- Efua Theodora Sutherland (1924–1996 )

#### Grecia
- Apostolos Doxiadis
- Nikos Kazantzakis
- Jean Moréas
- Alexandros Papadiamantis
- Kostas Varnalis
- Vassilis Vassilikos

##### Grecia antică
- Achilles Tatius
- Chariton
- Heliodor din Emesa
- Longus
- Lucian din Samosata
- Xenofon din Efes

#### Guatemala
- Miguel Ángel Asturias
- José Milla y Vidaurre

#### Guiana
- E. R. Braithwaite
- David Dabydeen

#### Guineea
- Sirah Balde de Labe
- Kesso Barry (1948– )
- Mariama Barry, also connected with Senegal
- Laye Camara
- Koumanthio Zeinab Diallo (1956– )
- Tierno Monénembo
- Williams Sassine

#### Guineea-Bissau
- Nadine Nyangoma, născut în Belgia

#### Guineea Ecuatorială
- María Nsué Angüe (1945– )
- Donato Ndongo-Bidyogo (1950– )
- Juan Tomás Ávila Laurel (1966– )

#### Haïti
- Frankétienne (n. 1936)
- Clark Parent (n. 1951)
- Jacques Roumain (1907–1944)

#### Honduras
- Ramón Amaya Amador
- Javier Abril Espinoza (n. 1967)

#### Idiș
- Sholom Asch, (1880–1957)
- David Bergelson, (1884–1952)
- Der Nister, (1884–1950)
- Shira Gorshman, (1906–2001)
- Chaim Grade, (1910–1982)
- Esther Kreitman, (1891–1954)
- Mendele Moykher Sforim, (1836–1917), pseudonimul lui Sholem Yankev Abramovitch
- Joseph Opatoshu, (1886–1954)
- Yitzok Lebesh Peretz, (1852–1915)
- Sholem Aleichem, (1859–1916) (nume real: Solomon Rabinovitz)
- Isaac Bashevis Singer, (1904–1991)
- Israel Joshua Singer, (1893–1944)
- Anzia Yezierska (c. 1880–1970)

#### India
- Vaikom Muhammad Basheer (1908-1994)
- Amitav Ghosh (1956 -  ),din Bengal, stabilit în S.U.A., scrie în limba engleză
- R.K. Narayan, (1906-2001), a scris în limba engleză
- Munshi Premchand, (1880, 1936) - a scris în limba hindi
- Suzanna Arundhaty Roy,(1961 - ) - scrie în limba engleză
- Salman Rushdie, (1947- ),scrie în engleză
- Rabindranath Tagore,(1861 - 1941) a scris în limba bengali. Laureat al Premiului Nobel pentru literatură 1913.
- Vikram Seth, a scris in engleză

Scriitori din familii britanice, născuți în India:
- Rudyard Kipling
- George Orwell
- William Makepeace Thackeray

#### Indonezia
- Mochtar Lubis
- Pramoedya Ananta Toer

#### Insulele Feroe
- Heðin Brú
- Kristian Osvald Viderø

#### Insulele Solomon
- Rexford Orotaloa

#### Iordania
- Abdul Rahman Munif

#### Iran
- Ahmad Mahmoud
- Azar Nafisi
- Bozorg Alavi stabilit in Germania
- Dariush Shayegan
- Houshang Golshiri
- Jamal Mirsadeghi
- Marjane Satrapi
- Reza Baraheni
- Sadegh Hedayat
- Shahrnush Parsipur
- Simin Daneshvar
- Zoya Pirzad
- Arash Hejazi

#### Irak
- Saddam Hussein
- Alia Mamdouh
- Haifa Zangana

#### Irlanda
- Samuel Beckett, (1906-1989), Premiul Nobel pentru literatură (1969) stabilit în Franța
- Brendan Behan, (1923-1964)
- Roddy Doyle, (1958- )
- James Joyce, (1882-1941), autor al romanelor Ulise și Finnegans Wake
- Iris Murdoch, (1919-1999)
- Brian O'Nolan, (1911-1966)
- Jonathan Swift, (1667-1745), autorul mușcătoarei satire Călătoriile lui Gulliver, devenită ulterior operă a literaturii pentru copii
- Oscar Wilde, (1854-1900), dramaturg, a fost acuzat și închis din cauza orientării sale homosexuale

#### Islanda
- Snorri Sturluson, (1179-1241), autor al Younger Edda
- Halldor Laxness, (1903-1998) laureat al Premiului Nobel
- Sjón

#### Israel
- Shmuel Yosef Agnon,(1888- 1970) Nobel Prize winner; The Bridal Canopy, Yesteryear
- Aharon Appelfeld, Badenheim 1939
- Amalia Kahana-Carmon
- Orly Castel - Bloom (1960-    )
- David Grossman, See Under: Love, The Smile of the Lamb
- Haim Hazaz
- Yoel Hoffman
- S.Izhar
- Yoram Kaniuk, His Daughter
- Yehudit Katzir
- Yehoshua Kenaz
- Shulamit Lapid
- Ronit Matalon
- Aharon Megged
- Amos Oz, Black Box, My Michael
- Yotam Reuveni
- Yaakov Shabtai, Past Continuous
- Nathan Shaham
- David Shahar
- Meir Shalev, The Blue Mountain, Esau
- Tzruya Shalev
- Moshe Shamir
- Avraham B. Yehoshua, A Late Divorce, Mr. Mani

Romancieri ebraici care au trăit în afara Israelului
- Avraham Mapu a trăit în Imperiul Rus
- David Vogel a trăit în Polonia, Austria și Franța

#### Italia
(vezi și Literatura italiană, Lista scriitorilor italieni)
- Giulio Angioni
- Riccardo Bacchelli
- Alessandro Baricco
- Giorgio Bassani
- Stefano Benni, jurnalist, poet, romancier, a scris romanul Terra (1985)
- Alberto Bevilacqua
- Giovanni Boccaccio
- Vitaliano Brancati
- Gesualdo Bufalino
- Aldo Busi
- Dino Buzzati, a scris Deșertul tătarilor (1940)
- Italo Calvino, a scris Cosmicomicării, (1979)
- Luigi Capuana
- Andrea Camilleri
- Carlo Cassola
- Carlo Collodi
- Carmen Covito
- Gabriele D'Annunzio
- Massimo D'Azeglio
- Grazia Deledda
- Erri De Luca
- Giuseppe Dessi
- Umberto Eco
- Carlo Emilio Gadda
- Natalia Ginzburg
- Carlo Levi
- Primo Levi, partizan, chimist și romancier
- Emilio Lussu
- Alessandro Manzoni
- Dacia Maraini
- Franco Mimmi
- Elsa Morante
- Alberto Moravia
- Cesare Pavese
- Luigi Pirandello, dramaturg, a scris piesa Șase personaje în căutarea unui autor
- Vasco Pratolini
- Andrea di Robilant
- Salvatore Satta
- Alberto Savinio
- Leonardo Sciascia
- Ignazio Silone
- Mario Soldati
- Italo Svevo
- Antonio Tabucchi, (1994)
- Susanna Tamaro
- Giuseppe Tomasi di Lampedusa, Ghepardul
- Giovanni Verga
- Elio Vittorini
- Giuseppe Rovani (1818 – 1874), a scris Cento anni

#### Jamaica
- Opal Palmer Adisa
- Patricia Powell
- Andrew Salkey

#### Japonia
(vezi și Literatură japoneză, Lista scriitorilor japonezi)
- Murasaki Shikibu a scris romanul medieval Genji Monogatari
- Sei Șonagon sau Sei Shonagon
- Abe Kobo (1924-1993), a scris romanele Femeia Nisipurilor și Ark Sakura
- Ryunosuke Akutagawa, (1892-1927), a scris nuvela Rashomon
- Osamu Dazai, (1909-1948)
- Fumiko Enchi (1905-1986)
- Shusaku Endo, (1923-1996), a scris romanele Tăcerea și Râul adânc
- Ichiyo Higuchi, (1872-1896), a scris Joc de copii și A treisprezecea noapte
- Masuji Ibuse, (1898-1993), a scris romanul Ploaia neagră
- Yasunari Kawabata (1899-1972), a scris Țara zăpezii, Dansatoarea din Izu (câștigător al premiului Nobel pentru literatură, 1968)
- Yukio Mishima, (1925-1970), a scris romanele Ginkakuji (Templul pavilionului de aur) și Confesiunile unei măști
- Miyazawa Kenji, (1896-1933), autor al povestirii pentru copii, Trenul de noapte către stele
- Ōgai Mori, (1862-1922), a scris Gâsca sălbatică și Fata care dansează
- Natsume Soseki, (1867-1916), este considerat, de câtre unii, drept cel mai important romancier japonez din toate timpurile; a scris romanele Kokoro și Sunt o pisică
- Kenzaburo Oe (1935-) Șaptesprezece, a scris O afacere personală, (Premiul Nobel pentru literatură, 1994)
- Jun'ichirō Tanizaki (1886-1965), a scris Surorile Makioka
- Rampo Edogawa (1894 - 1965)
- Haruki Murakami, reprezentant al Postmodernismului literar japonez.

#### Kârgâzstan
- Cinghiz Aitmatov

#### Kenya
- Margaret Ogola
- Grace Ogot (1930– )
- M.G. Vassanji (1950– )
- Ngũgĩ wa Thiong'o, (1938-), Râul dintre, Caitaani muthara-Ini, Matigari
- Meja Mwangi (1948– )
- Isak Dinesen, pseudonym of Karen Blixen (1885–1962)
- Parselelo Kantai
- Francis Imbuga

#### Laos
- Douangdeuane Viravongs

#### Letonia
- Pauls Bankovskis
- Alberts Bels
- Anšlavs Eglītis
- Nora Ikstena
- Andrejs Upīts
- Marģeris Zariņš
- Egils Venters
- Aleksandrs Čaks
- Visvaldis Lāms
- Zigmunds Skujiņš

Scriitori letoni de limba rusa
- Vilis Lațis

#### Liban
- Khalil Gibran (1883-1931) a trăit în S.U.A șsi a scris mai ales în engleză
- Hanan Al-Shaykh
- Youssef Howayek (writer and sculptor)
- Elias Khoury
- Amin Maalouf a scris în franceză

#### Liberia
- Bai T. Moore

#### Libia
- Sulaiman al-Barouni
- Ibrahim Al-Koni
- Hisham Matar

#### Lesotho
- Thomas Mofolo (1876–1948)
- Mzamane Nhlapo

#### Luxemburg
- Lex Jacoby
- Claudine Muno

#### Republica Macedonia
- Zarko Kujundziski
- Vidoe Podgorec
- Živko Čingo

#### Madagascar
- Michèle Rakotoson

#### Malaezia
- Catherine Lim
- K. S. Maniam

#### Malawi
- Paul Tiyambe Zeleza
- Felix Mnthali

#### Mali
- Amadou Hampâté Bâ
- Aïda Mady Diallo
- Doumbi Fakoly (1944– )
- Aïcha Fofana (1957–2003)
- Moussa Konaté
- Yambo Ouologuem (1940– )
- Fanta-Taga Tembely (1946– )

#### Malta
- Joseph Aquilina
- Francis Ebejer
- Guze Galea
- Karl Schembri
- Emilio Lombardi
- Mikiel Anton Vassalli

#### Marea Britanie

##### Anglia
- J. R. Ackerley
- Kingsley Amis, (1922-1995),
- Martin Amis
- Lisa Appignanesi
- Jane Austen, (1775-1817), autoare al romanelor Sense and Sensibility (Rațiune și simțire) și Mândrie si prejudecată
- John Baker
- Nicola Barker
- Anne Brontë, (1820-1849), autoarea  romanului Agnes Grey
- Charlotte Brontë, (1816-1855), autoarea romanului Jane Eyre și Villette
- Emily Brontë, (1818-1855), autoarea romanului La răscruce de vânturi
- Wallace Breem, (1926-1990)
- Anthony Burgess, (1917-1993), compositor, eseist, autor al A Clockwork Orange (Portocala mecanică)
- Fanny Burney, (1752-1840), author al romanului Evelina
- Lewis Carroll, (1832-1898), filozof, logician, fotograf, autor al romanelor pentru copii Aventurile lui Alice in Țara Minunilor și Dincolo de oglindă
- G. K. Chesterton, (1874-1936)
- Agatha Christie, (1890-1976),
- Joseph Conrad, (1857-1924), marinar polonez, autor al romanelor Inima întunericului, Nostromo și Lord Jim
- Daniel Defoe, (1660-1731), autorul lui Robinson Crusoe și Moll Flanders
- Charles Dickens, (1812-1870), autorul romanelor Colinda de Crăciun, Povestea celor două orașe și Marile speranțe
- George Eliot, (1819-1880), autor al romanelor Silas Marner și Middlemarch
- Henry Fielding, (1707-1754), autor al The History of Tom Jones, a Foundling (Istoria lui Tom Jones, copil găsit) și Joseph Andrews
- James Follet, (n. 1939), autor a circa 290 de romane
- E. M. Forster, (1879-1970), a scris romanele O trecere spre India și Maurice, de asemenea teoretician al romanului
- John Fowles, (n. 1926), autor al romanelor The French Lieutenant's Woman (Logodnica locotenentului francez), Magicianul, etc
- John Galsworthy, (1867-1933), autor al seriei de romane Forsyte Saga
- Elizabeth Gaskell, (1810-1865)
- Alistair Gentry
- William Golding,(1911-1993), autor al romanului Împăratul muștelor
- Graham Greene, (1904-1991), autor al Americanul tăcut și Inima lucrurilor
- Thomas Hardy, (1840-1928), autor al romanelor Tess of the D'Urbervilles și Departe de mulțimea dezlănțuită
- Nick Hornby, autor al romanului autobiografic About a Boy (Despre un băiat) (1998)
- Elizabeth Jane Howard, (1923-)
- Aldous Huxley, (1884-1963), autor al distopiei Brave New World (Brava lume nouă) și al romanului Punct. Contrapunct
- Christopher Isherwood, (1904-1986)
- P.D. James,
- Geraldine Jewsbury (1812-1880)
- Rudyard Kipling, author al romanelor Kim și Cartea junglei, (Premiul Nobel pentru literatură) in (1907)
- C. H. B. Kitchin
- Hanif Kureishi, (n. 1954), Buda din Suburbie
- D. H. Lawrence, (1885-1930), Lady Chatterley's Lover (Amantul doamnei Chatterley) și Sons and Lovers (Fii și amanți)
- Doris Lessing, (n. 1919), autor al romanului Caietul de aur
- David Lodge, (n.1935), autor al romanelor Schimb de dame, Ce mică-i lumea!, Meserie!
- W. Somerset Maugham, (1874-1965), dramaturg, autor al roamnelor Despre sclavia umană și Lama de ras
- A. A. Milne, (1882-1956), poet, dramaturg, author al romanului pentru copii Winnie-The Pooh, Ursulețul Winnie
- George Orwell, (1903-1950) autor al romanelor distopice Ferma animalelor și Nineteen Eighty-Four (1984)
- Charles Palliser
- Samuel Richardson, (1689-1761), autor al romanelor Pamela și Clarissa
- Phil Rickwood,
- J. K. Rowling, autor al seriei Harry Potter
- Nevil Shute (1899-1960), autor al romanului Pe plajă
- Laurence Sterne, (1713-1768), autor al romanului Tristram Shandy
- William Makepeace Thackeray
- J. R. R. Tolkien, (1892-1973), autor al romanelor Hobbitul și Stăpânul inelelor
- Anthony Trollope, (1815-1882)
- Jill Paton Walsh
- Evelyn Waugh, (1903-1966),
- H. G. Wells, (1866-1946), eseist, autor de Science fiction, a scris  Mașina timpului și Războiului lumilor
- P. G. Wodehouse, (1881-1975)
- Virginia Woolf, (1882-1941), feministă, modernistă, autoarea romanelor Mrs. Dalloway și Spre far
- Julian Barnes
- David Lodge

##### Irlanda de Nord
- Colin Bateman, (1962– ), Divorcing Jack
- Ronan Bennett, (1956– ), The Catastrophist
- Joyce Cary, The Horse's Mouth
- Paul Kearney, Monarchies of God
- Benedict Kiely
- Bernard MacLaverty, Cal
- Brian Moore, The Lonely Passion of Judith Hearne
- Flann O'Brien, The Third Policeman
- Amanda McKittrick Ross

##### Scoția
- William Auld a scris în Esperanto
- Iain Banks pseudonimul lui Iain M. Banks, (1954- )
- J. M. Barrie, autor al lui Peter Pan, între altele.
- Sir Arthur Conan Doyle, creator al lui Sherlock Holmes,
- James Kelman
- Helen Clark MacInnes
- Ken MacLeod, (1954- ), autor de literatură Science fiction
- Ian Rankin
- Sir Walter Scott, (1771-1832), inventatorul romanului istoric
- Robert Louis Stevenson, (1850-1894), autor al Insulei comorii
- Mary Stewart, (1916- )
- Nigel Tranter, (1909-2000), .
- Irvine Welsh, (1961- )

##### Țara Galilor
- Mary Balogh
- Amy Dillwyn
- Ken Follett
- Richard Hughes, (1900-1976),
- Jack Jones, (1884-1970)
- Richard Llewellyn, (1907-1983),
- Jean Rhys
- Bernice Rubens,
- Howard Spring, (1889-1965)

Limba velșă:
- Daniel Owen, (1836-1895)
- Kate Roberts, (1891-1985)

#### Maroc
- Mohamed Choukri
- Driss Chraïbi (1926–2007)
- Edmond Amran El Maleh (1917– )
- Abdelkebir Khatibi
- Mohammed Khaïr-Eddine
- Laila Lalami
- Ahmed Sefrioui
- Mohamed Zafzaf

în limba franceză:
- Tahar Ben Jelloun - scriitor, eseist, publicist și poet stabilit in Franța

#### Mauritania
- Moussa Ould Ebnou

#### Mauritius
- Nathacha Devi Appanah

#### Mexic
- Eduardo Paz-Martinez, author of "Inside the Volcano" (2001) and "The Rain in Spain" (2003)
- Sandra Cisneros, "The House on Mango Street"
- Laura Esquivel
- Carlos Fuentes, "The Old Gringo"
- Martín Luis Guzmán
- Vicky Nizri
- José Emilio Pacheco
- Juan Rulfo

#### Moldova
- Vladimir Beșleagă
- Dumitru Moruzi
- Constantin F. Popovici

#### Mongolia
- Tsendiin Damdinsüren
- Galsan Tschinag

#### Mozambic
- Paulina Chiziane (1955– )
- Mia Couto (1955– )
- Ungulani Ba Ka Khosa
- Lina Magaia
- Glória de Santana (1925– )

#### Muntenegru
în limba sârbă
- Danilo Kiš
- Mihailo Lalić
- Ćamil Sijarić

#### Namibia
- Joseph Diescho

#### Nepal
- Manjushree Thapa
- Shashikala Manandhar
- Neelam Karki Niharika
- Samrat Upadhyay

#### Nicaragua
- Claribel Alegría
- Gioconda Belli

#### Nigeria
- Chris Abani
- Chinua Achebe (1930– )
- Chimamanda Ngozi Adichie
- T.M. Aluko (1918–2010)
- Cyprian Ekwensi
- Buchi Emecheta
- Ben Okri (1959– )
- Wole Soyinka (1934– ), primul african care a câștigat Premiul Nobel pentru literatură (1986)
- Amos Tutuola (1920–1997)

#### Norvegia
- Ingvar Ambjørnsen
- Jens Bjørneboe
- Bjørnstjerne Bjørnson (Premiul Nobel pentru literatură)
- Johan Bojer
- Johan Borgen
- Lars Saabye Christensen
- Olav Duun
- Johan Falkberget
- Jostein Gaarder, Lumea Sofiei
- Erik Fosnes Hansen
- Knut Hamsun, a scris Foamea (Premiul Nobel pentru literatură)
- Sigurd Hoel
- Roy Jacobsen
- Alexander Kielland
- Jan Kjærstad
- Jonas Lie
- Erlend Loe
- Axel Sandemose
- Gabriel Scott
- Dag Solstad
- Sigrid Undset, Kristin Lavrandsdatter (Kristin, fata lui Lavrans). (Premiul Nobel pentru literatură)
- Tarjei Vesaas
- Herbjørg Wassmo

#### Noua Zeelandă
- Barbara Anderson (n. 1926)
- Catherine Chidgey (n. 1970)
- Joy Cowley (n. 1936)
- Nigel Cox (1951-2006)
- Barry Crump (1935-1996)
- Tessa Duder (n. 1940)
- Alan Duff (n. 1950)
- Kate Duignan (n. 1974)
- Janet Frame (1924-2004) author of An Angel At My Table
- Maurice Gee (n. 1931)
- Patricia Grace (n. 1937)
- Keri Hulme (n. 1947)
- Witi Ihimaera (n. 1944)
- Annamarie Jagose (n. 1965)
- Fiona Kidman (n. 1940)
- John A. Lee (1891-1982)
- Ngaio Marsh (1895-1982)
- Owen Marshall (n. 1941)
- Frederick Edward Maning (1812-1883)
- Ronald Hugh Morrieson (1922-1972)
- Rosie Scott (n. 1948)
- Maurice Shadbolt (1932-2004)
- C. K. Stead (n. 1932)
- Philip Temple (n. 1939)
- Julius Vogel (1835-1899)
- Cherry Wilder (1930–2002)

#### Olanda
- Nicolaas Beets
- Louis Couperus
- Aagje Deken
- Anne Enquist,(pseudonimul lui Christa Widlund-Broer) romancieră,poetă,muziciană și psihanalistă
- Herman Heijermans
- Leon de Winter
- Jacob Israël de Haan
- Hella Haasse
- Harry Mulisch
- Cees Nooteboom
- Multatuli
- Willem Frederik Hermans
- Gerard van het Reve
- A.F.Th. van der Heijden
- Janwillem van de Wetering
- Jan Wolkers

#### Pakistan
- Ahmed Ali
- Tariq Ali
- Mohsin Hamid
- Saadat Hasan Manto, născut în India
- Kamila Shamsie
- Bapsi Sidhwa
- Intizar Hussain
- Mustansar Hussain Tarar
- Naseem Hijazi

#### Palestina
- Mahmoud Darwish
- Emile Habibi, scriitor israelian de limbă arabă
- Ghassan Kanafani

#### Panama
- Rosa María Britton

#### Papua Noua Guinee
- Vincent Eri

#### Paraguay
- Gabriel Casaccia
- Renée Ferrer de Arréllaga (b. 1944)
- Augusto Roa Bastos (1917–2005)

#### Peru
- Ciro Alegría
- José María Arguedas
- Mario Vargas Llosa, (1936- ), a candidat la postul de presedinte al Peru, a scris romanul Mătușa Julia și condeierul

#### Polonia

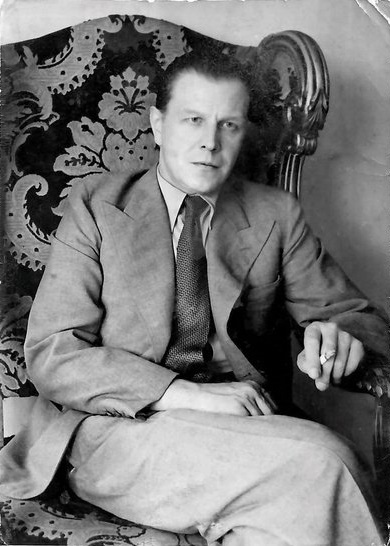
Tadeusz Dołęga-Mostowicz

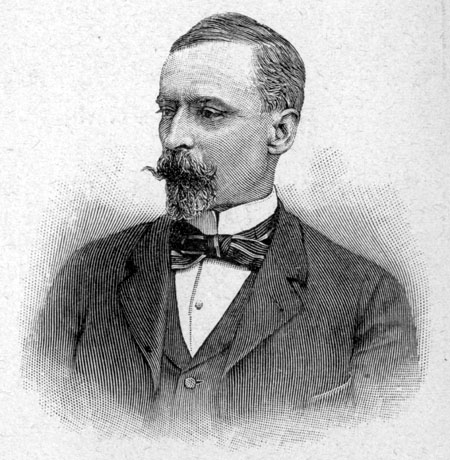
Henryk Sienkiewicz

- Maria Dąbrowska (1889–1965) – autoarea tetralogiei romanelor „Nopți și zile” (Noce i dnie)
- Tadeusz Dołęga-Mostowicz (1898–1939) – a fost redactor al ziarului „Rzeczpospolita”, a participat la Războiul de Apărare a Poloniei din 1939
- Tadeusz Konwicki (1926–2015) – cunoscut și ca regizor
- Ignacy Krasicki (1735–1801) – supranumit „principele poeților polonezi”, unul dintre cei mai importanți reprezentanți ai iluminismului polonez
- Józef Ignacy Kraszewski (1812–1887) – cel mai prolific scriitor din istoria literaturii poloneze
- Zofia Nałkowska (1885–1954) –  supraviețuitor al ambelor Războaie Mondiale, activista culturală în cea de-A doua Republică Poloneză și Republica Populară Polonă
- Witold Gombrowicz (1904-1969) – autorul multor romane de controversă, abordând un stil specific, concentrându-se asupra aspectului psihic al caracterelor din romanele sale
- Stanisław Lem (1921- ) – cel mai recunoscut scriitor polonez de science-fiction
- Eliza Orzeszkowa (1841-1910) – a participat în revoltă din ianuarie și a evocat amintirile sale în nuvela „Gloria victis”
- Jan Potocki (1761–1815) –  cunoscut și ca un călător și arheolog
- Bolesław Prus (1847–1912) – nuvelist și romancier positivist, cunoscut datorită romanelor „Păpușa” (Lalka) și „Faraonul” (Faraon)
- Władysław Reymont (1867-1925) – a obținut Premiul Nobel pentru Literatură pentru romanul său „Țăranii” scris în  patru volume.
- Bruno Schulz (1892–1942) – cunoscut și ca pictor și desenator
- Henryk Sienkiewicz – a obținut Premiul Nobel pentru Literatură decernat pentru întreaga sa operă, recunoscut internațional datorită romanelor „Quo vadis”, „Prin foc și sabie”, „Potopul” și „Domnul Wołodyjowski”
- Gabriela Zapolska (1857–1921) – mai cunoscută că dramaturga
- Stefan Żeromski (1864–1925) – supranumit „conștiința literaturii poloneze”, autorul romanului „Începutul primăverii” (Przedwiośnie)
- Eugeniusz Żytomirski (1911-1975) – fost membru al UNESCO,

#### Portugalia

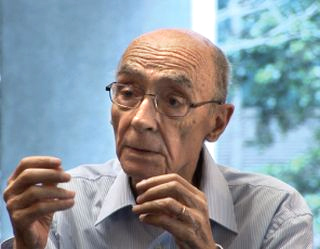
José Saramago

- António Lobo Antunes
- Fernando de Campos
- Júlio Dinis
- Alexandre Herculano
- Camilo Castelo Branco
- José Maria de Eça de Queiroz
- Lidia Jorge
- Aquilino Ribeiro

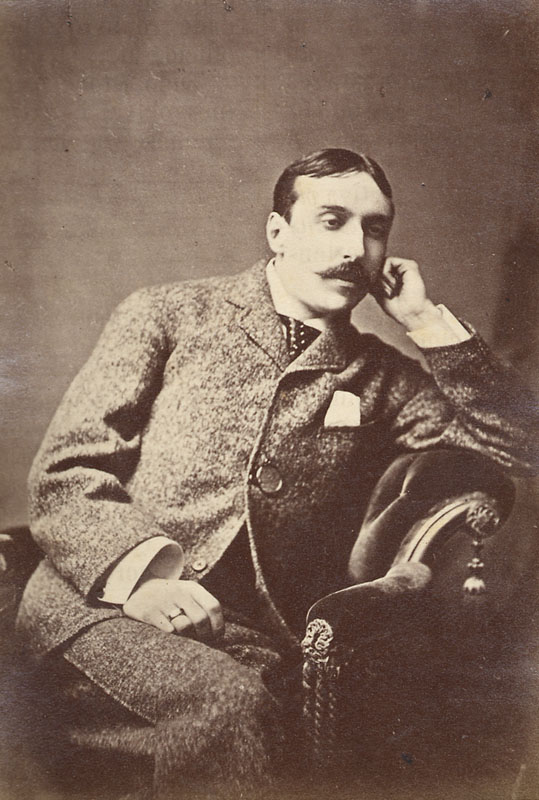
Eça de Queiroz

- Albino Forjaz de Sampaio, (1884–1949)
- José Saramago, (1922– ), Nobel Prize for Literature 1998
- Vergílio Ferreira
- Miguel Sousa Tavares

#### Puerto Rico
- Luis López Nieves (n. 1950), Seva  (1984), Escribir para Rafa  (1987), La verdadera muerte de Juan Ponce de León  (2000)

#### Republica Dominicană

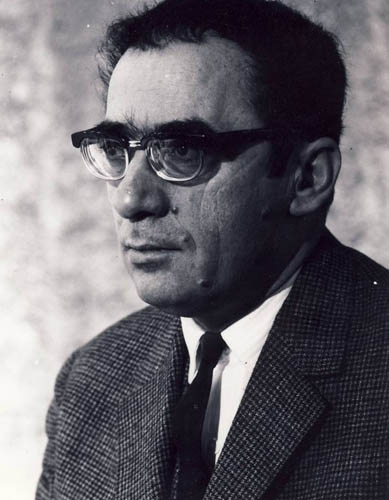
Marin Preda

- Julia Alvarez
- Pedro Mir

#### România
- Duiliu Zamfirescu
- Nicolae Filimon cu „Ciocoii vechi și noi”
- Ioan Slavici (1848-1925) cu „Mara”  (1860),
- Panait Istrati (1884-1935),
- Hortensia Papadat-Bengescu
- Camil Petrescu (1894-1957) cu  „Patul lui Procust”  (1933) și „Ultima noapte de dragoste, întâia noapte de război”
- Max Blecher

Liviu Rebreanu

- Liviu Rebreanu (1885-1944), „Ion”  (1920), „Răscoala”, „Pădurea spânzuraților”
- Mihail Sadoveanu (1880-1961), „Frații Jderi ” (1935-1942),
- Mihail Sebastian
- Mihail Drumeș
- Cella Delavrancea (1887-1991),
- Mircea Eliade (1907-1986), cu „Maitreyi”, „Noaptea de sânziene”, „Nuntă în cer”
- Cezar Petrescu
- Anton Holban
- George Călinescu cu  „Enigma Otiliei” și „Cartea Nunții”
- Ionel Teodoreanu
- Radu Tudoran

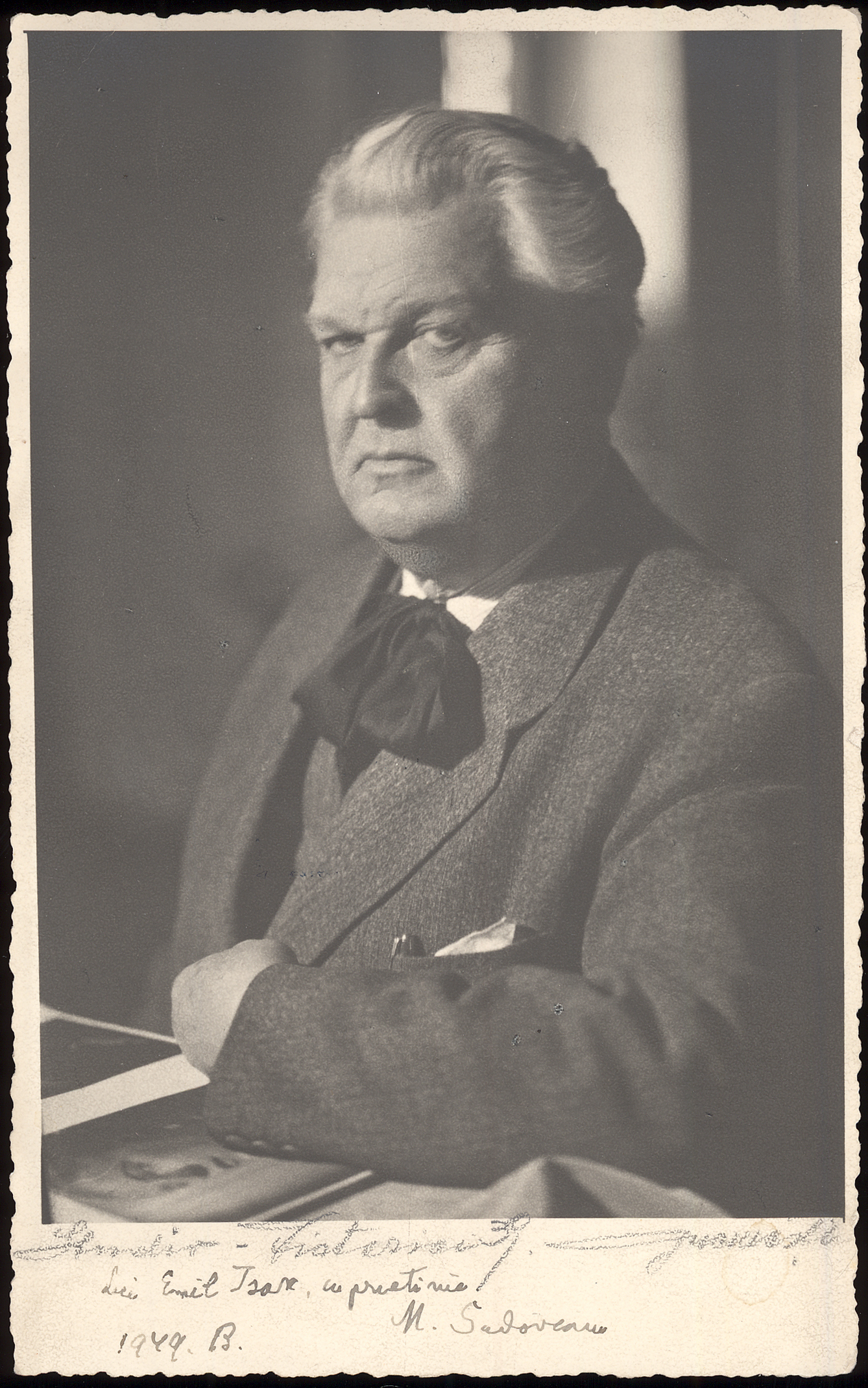
Mihail Sadoveanu

- Vasile Voiculescu (1884-1963), „Zahei orbul”  1952;
- Mircea Nedelciu, (1950-1999), „Zmeura de câmpie”
- Marin Preda (1927-1980),  „Moromeții”   (1956),
- Nicolae Breban (n. 1934),
- Bujor Nedelcovici
- Gabriela Adameșteanu (n. 1934),
- Dora Pavel (n. 1946),
- Mihai Sin
- Sorin Preda
- Mircea Cărtărescu (n. 1956), „Nostalgia”  (1993), „Orbitor II ” (2002),
- Perșa Dan  (n. 1960), „Vestitorul” (1997), „Cu ou și cu oțet ”(2007)
- Doina Ruști

#### Rusia
(vezi si: literatura rusă)
- Andrei Belîi, (1880-1934), autor al romanului Petersburg.
- Mihail Bulgakov, (1891-1940), autor al romanului Maestrul și Margareta

Cei mai cunoscuți colaboratori ai ziarului Sovremennik - 1856

- Fyodor Dostoyevsky, (1821-1881), autor al romanelor Frații Karamazov, Crimă și pedeapsă, Idiotul, Demonii,
- Nicolai Gogol, (1809-1852), autor al romanului Suflete moarte
- Ivan Goncearov, (1812-1891), autor al romanului Oblomov
- Mihail Lermontov, (1814-1841) autor al romanului Un erou al timpului nostru
- Nicolai Leskov, (1831-1895)
- Vladimir Nabokov, (1899-1977) primele romane scrise în limba rusă, celelalte în limba engleză, inclusiv Lolita
- Boris Pasternak, (1890-1960), refuză, la solicitarea expresă a lui Hrușciov (Premiul Nobel pentru literatură), acordat pentru Doctor Jivago
- Alexandr Pușkin, (1799-1837) autor romanului Fata căpitanului și Evgheni Oneghin
- Mihail Saltâkov-Șcedrin, (1826-1889)
- Aleksandr Soljenițîn, (1918-2008 ), O zi din viața lui Ivan Denisovici, Pavilionul canceroșilor, de asemenea istoric, disident
- Alexei K. Tolstoi, (1817-1875)

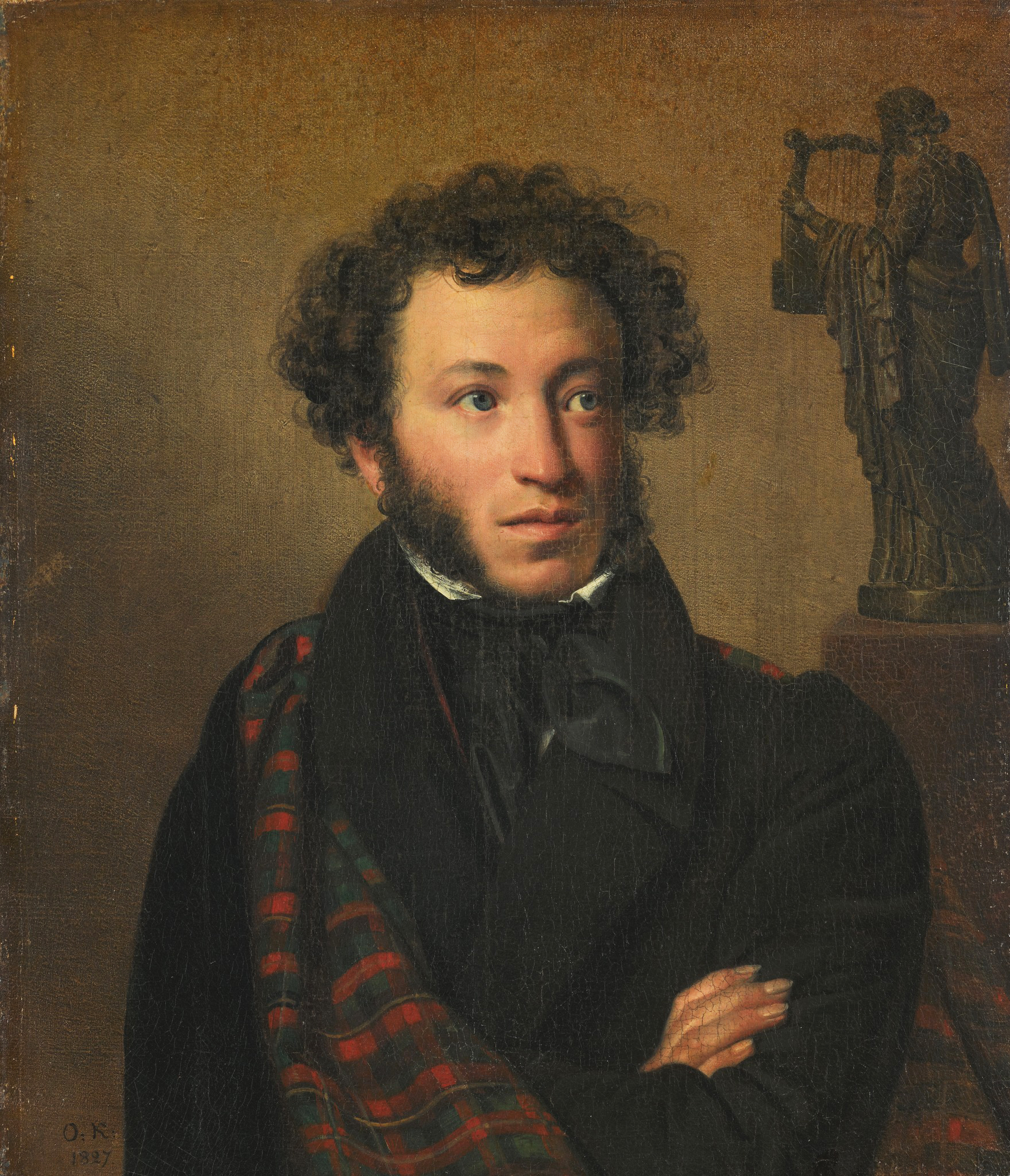
Aleksandr Pușkin

- Alexei N. Tolstoi, (1883-1945) autor al trilogiei Calvarul
- Lev Tolstoi, (1828-1910), a scris romanele Război și pace, Anna Karenina și Învierea
- Ilf și Petrov, (1897-1937 și, resp., 1903-1942), scriitori coautori

#### Rwanda

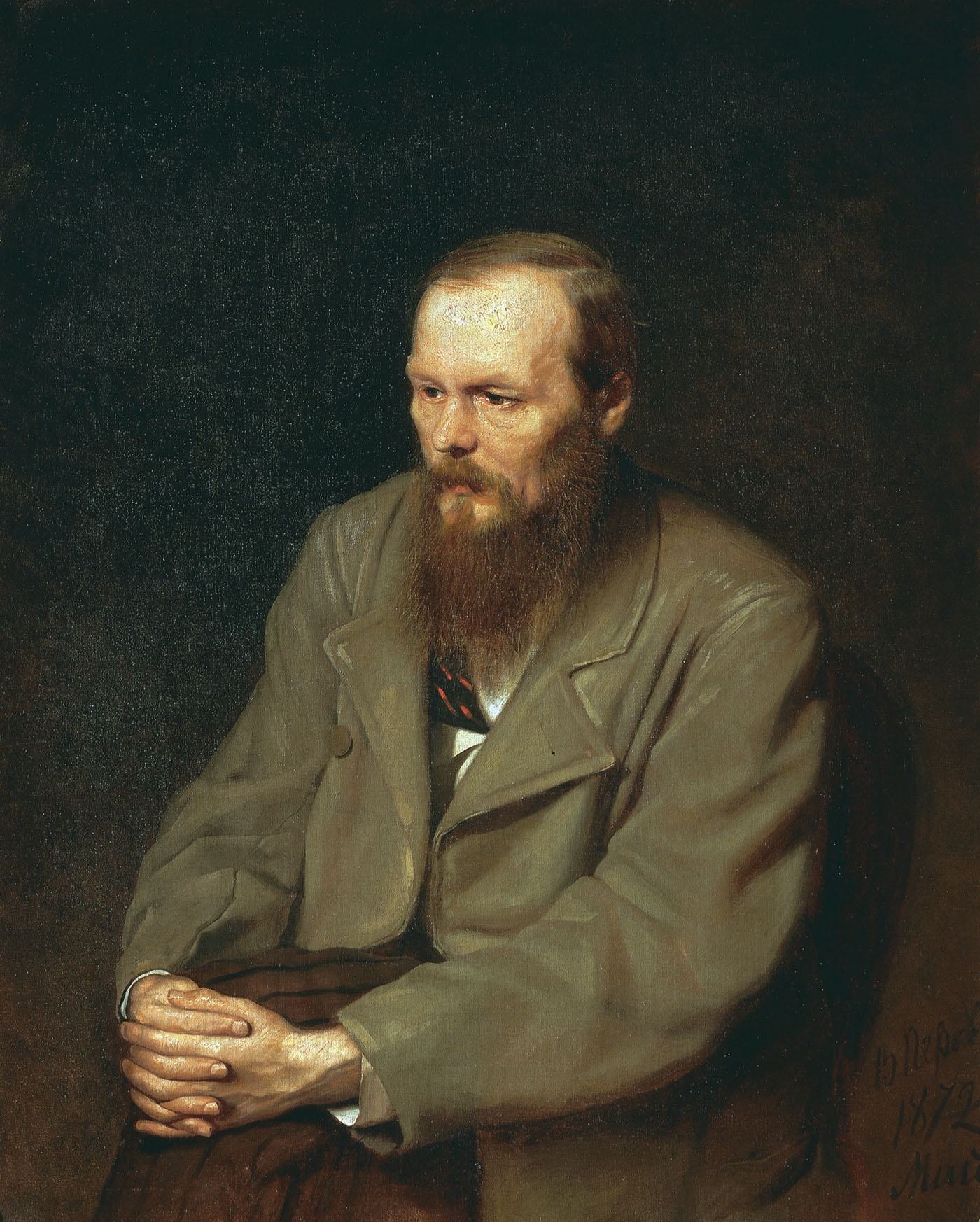
Fiodor Dostoievski

- Yves De Wolf-Clément
- Benjamin Sehene

#### Samoa
- Sia Figiel (n. 1967)
- Albert Wendt (n. 1939)

#### São Tomé și Príncipe

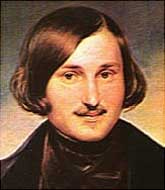
Nicolai Gogol

- Olinda Beja (1946– )
- Sara Pinto Coelho (1913–1990)

#### Senegal
- Mariama Bâ (1929-1981)
- Fatou Diome
- Birago Diop
- Ousmane Sembène
- Léopold Sédar Senghor (1906-2001)
- Aminata Sow Fall (1941- )

#### Serbia
- David Albahari stabilit în Canada
- Miloš Crnjanski
- Vuk Drašković
- Danilo Kiš
- Branislav Nušić
- Ivo Andrić(Premiul Nobel pentru literatură)
- Milorad Pavić, (1929- )
- Stevan Sremac
- Borisav Stanković
- Branko Ćopić

#### Sierra Leone

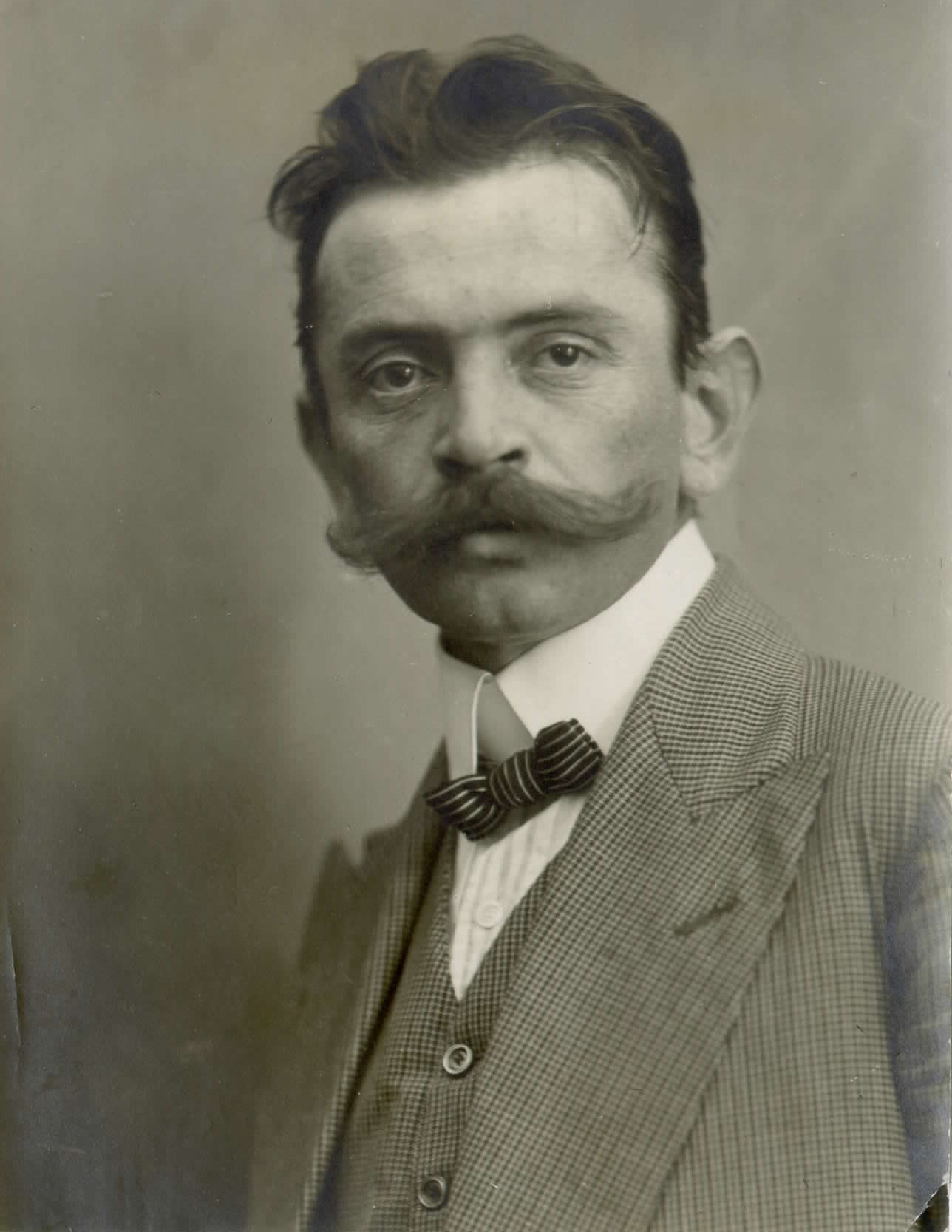
Ivan Cankar

- Syl Cheney-Coker
- Aminatta Forna (b. 1964)

#### Singapore
- Gopal Baratham
- Catherine Lim
- Adrian Tan
- Hwee Hwee Tan
- Villayil Raman Gopala Pillai

#### Siria
- Ghada al-Samman
- Haidar Haidar
- Ulfat Idilbi

#### Slovacia
- Jozef Ignác Bajza
- Michal Hvorecký

#### Slovenia

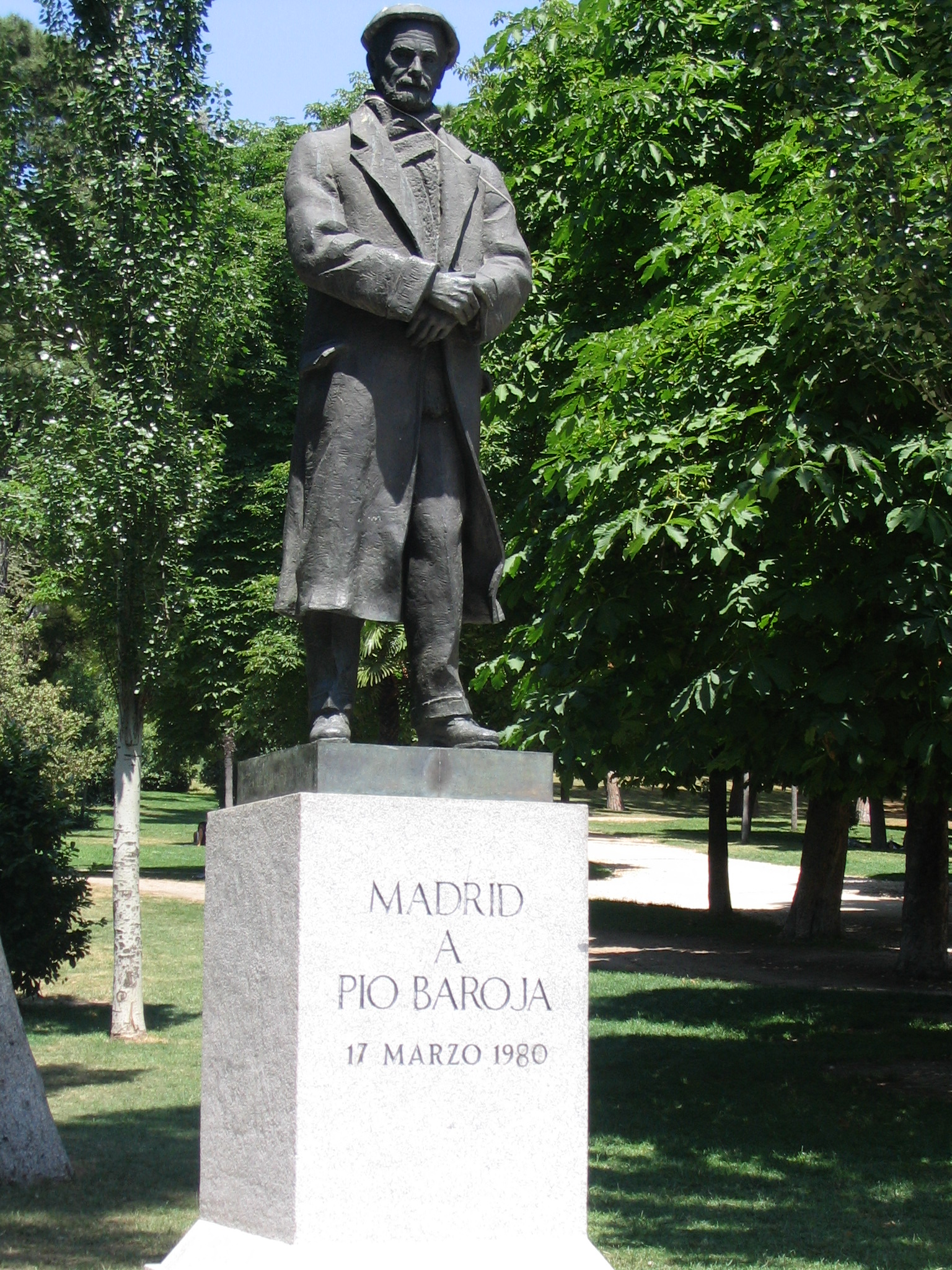
Statuia lui Pío Baroja din Madrid

- Vladimir Bartol
- Ivan Cankar
- Fran Saleški Finžgar
- Drago Jančar

#### Somalia
- Adam I. AwXirsi
- Maxamed Daahir Afrax
- Faarax Maxamed Jaamac Cawl
- Nuruddin Farah (1945– )
- Abdi Sheik Abdi
- Waris Dirie

#### Spania
- Leopoldo Alas, autor al La Regenta
- Pedro Antonio de Alarcón
- Mateo Alemán
- Francisco Ayala
- Pío Baroja
- Vicente Blasco Ibáñez
- José Carlos Somoza
- José Manuel Castañón
- Camilo José Cela

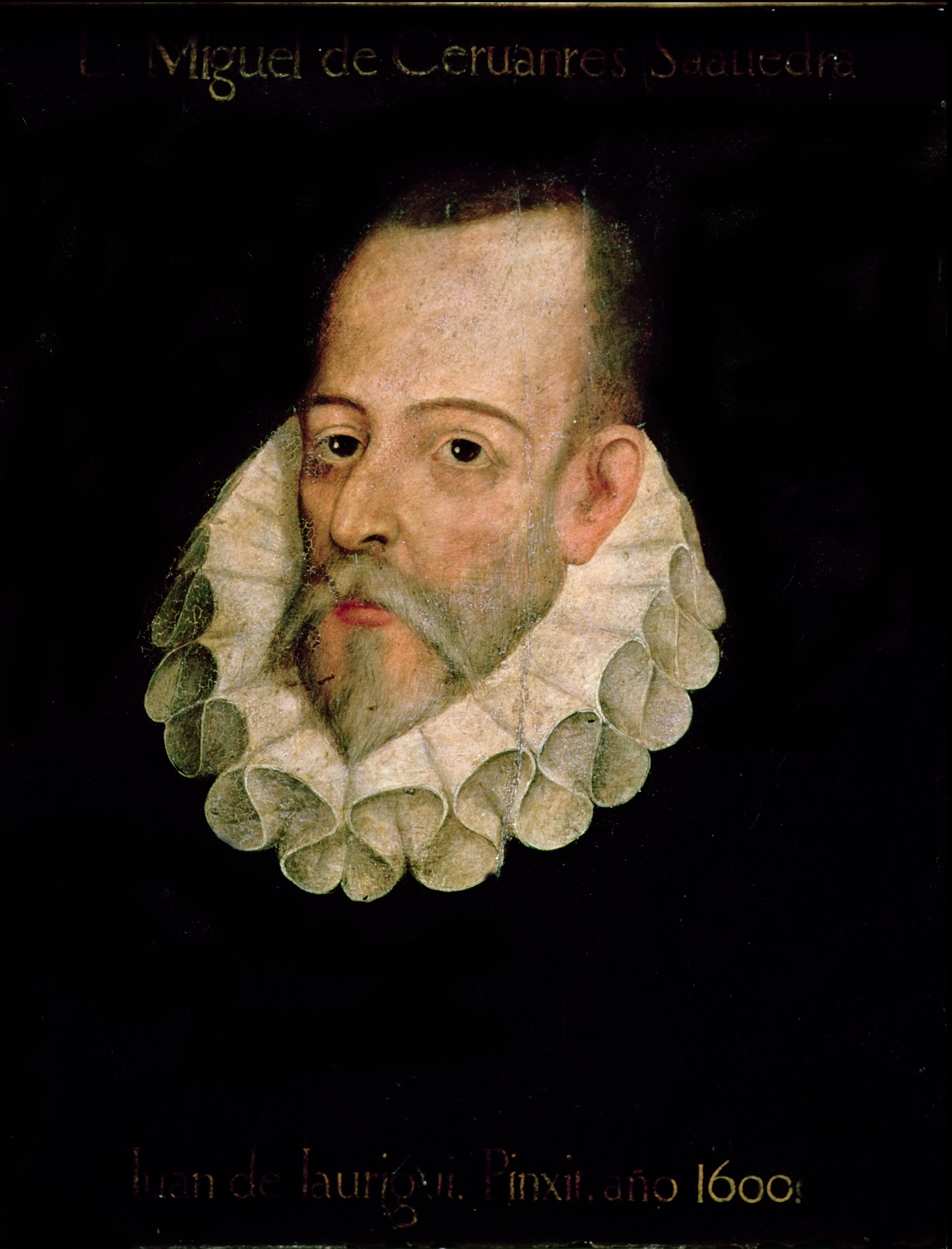
Miguel de Cervantes

- Miguel de Cervantes, : El Quijote, or Don Quixote(Don Quijote)
- Miguel Delibes
- Francisco Domene
- Lucía Etxebarría
- Espido Freire
- Pérez Galdós
- Juan Goytisolo: El sitio de los sitios
- Almudena Grandes
- Ramiro Ledesma Ramos
- Javier Marías
- Juan Marsé: La Muchacha de las bragas de oro (Premio Planeta)
- Eduardo Mendoza: La ciudad de los prodigios, Sin Noticias de Gurp, El Misterio de la cripta embrujada
- Rosa Montero
- Arturo Pérez-Reverte: El Club Dumas, Las aventuras del Capitán Alatriste
- Francisco Umbral
- Miguel de Unamuno: Niebla, San Manuel Bueno Martir
- Antonio Muñoz Molina: Beltenebros
- Manuel Vázquez Montalbán

#### Sri Lanka
- Shyam Selvadurai
- Arthur C. Clarke
- Michael Ondaatje (The English Patient)

#### Statele Unite ale Americii
- Kathy Acker, (1943-1997)
- Robert H. Adleman, (1919-1995)
- Louisa May Alcott, (1832-1888), autor al romanului Micile doamne
- Nicholson Baker, (născut în 1957), autor al romanelor Mezanin și Vox
- John Barth, (născut în 1930), autor al romanelor The Sot-Weed Factor și Giles, băiatul țap
- Saul Bellow, (1915-2005), autor al romanelorHerzog și Darul lui Humboldt,
- Ray Bradbury, (născut în 1920), autor al distopiei Fahrenheit 451 și al romanului Omul ilustrat
- Dan Brown, (n. 1964), autor al romanelor Codul lui Da Vinci și Îngeri și demoni,
- Charles Bukowski, (1920-1994), poet și romancier, autor al romanelor Post Office, și Factotum
- William S. Burroughs, (1914-1997), autor al romanului Prânz dezgolit,
- Truman Capote, (1924-1984), autor al romanelorMicul dejun la Tiffany`s,si Cu sânge rece,
- Raymond Chandler, (1888-1959), autor al romanului polițist Somnul cel lung,
- Tom Clancy, (născut în 1947), autor al best seller-ului Vânătoarea lui Octombrie cel roșu
- James Fenimore Cooper, (1789-1851), autor al romanelor Ultimul mohican și Vânătorul de cerbi
- Stephen Crane, (1871-1900), autor al romanului de război  Semnul roșu al curajului
- JC De La Torre, (născut în 1973), autor al romanului Ancient Rising
- Bret Easton Ellis, autor al romanului horror American Psycho
- John Dos Passos, (1896-1970), autor al romanelor din Trilogia americană
- Lloyd C. Douglas, (1877-1951), autor al romanelor Obsesia magnifică , Halatul și Marele pescar
- Theodore Dreiser, (1871-1945), autor al romanelor Sora Carrie și O tragedie americană,
- John Fante, (1909-1983), autor al romanului Întreabă cenușa
- William Faulkner, (1897-1962), (Premiul Nobel pentru literatură pentru romanele Zgomotul și furia, As I Lay Dying, Lumină de august, Neînfrânții  și Absalom, Absalom!
- F. Scott Fitzgerald, (1896-1940), autor al romanelor Marele Gatsby (1925),  Cei frumoși și blestemați (1922)
- Davis Grubb (1919-1980) Noaptea vânătorului ,
- Dashiell Hammett, (1894-1961), Șoimul maltez, și Omul cel subțirel
- Nathaniel Hawthorne, (1804-1864), a scris romanele Litera stacojie și Casa cu șapte frontoane
- Mark Helprin, a scris romanul Poveste de iarnă,
- Ernest Hemingway, (1899-1961), a scris romanele Pentru cine bat clopotele,  Adio, arme!, În timpul nostru (1925), Bărbați fără femei (1927)
- Frank Herbert, (1920-1986), autor al seriei de romane Science fiction Dune
- John Irving, (născut în 1942), a scris romanele  Lumea lui Garp  și Legile casei de cidru,
- Henry James, (1843-1916), a scris romanele Portretul unei doamneși Ambasadorii,
- Jack Kerouac, a  scris romanele Pe drum (1957), Cei din subteran (1958), Blues-uri din Mexico City (1959)
- Stephen King, autor prolific  de literatură horror .
- Dean Koontz, autor prolific de literatură de tip thriller
- Harper Lee, (născut în 1926), a scris Să ucizi o pasăre cântatoare,
- Sinclair Lewis, (1885-1951), a scris romanele Strada Principală, Babbit și Elmer Gantry
- Jack London, (1876-1916), a scris romanele Chemarea străbunilor, Călcâiul de fier, Colț alb
- Ross Lockridge, Jr., (1914-1948), Raintree County
- Fitz Hugh Ludlow, (1836-1870), a scris romanul Mâncătorul de hașiș
- Bernard Malamud, (1914-1986), a scris romanele Naturalul și Instalatorul
- David Markson, (născut în 1927), Acesta nu e un roman si Amanta lui Wittgenstein ()
- Herman Melville, (1819-1891), autor al romanelor Billy Budd și Moby-Dick
- Henry Miller (1891-1980), Tropicul cancerului, Tropicul capricornului, trilogia Sexus, Nexus, Plexus,
- Margaret Mitchell (1900-1949), a scris romanul Pe aripile vântului
- Toni Morrison, (născută în  1931), autoarea romanelor Beloved, Cântecul lui Solomon,
- Frank Norris, (1870-1902), autor al romanelor Caracatițași McTeague,
- E. Annie Proulx,
- Thomas Pynchon, (n. 1937), Gravity's Rainbow
- Lucia St. Clair Robson, (n. 1942), Călărește pe vânt șiPatrioții umbrelor,
- Philip Roth, (născut în 1933), autor al romanelor Complexul lui Portnoy, și Pata umană,
- J. D. Salinger, autor al romanului  De veghe in lanul de secara (1951)
- William Saroyan
- Erich Segal, (născut în 1937), a scris romanul de dragoste Love Story,
- Upton Sinclair, (1878-1968), a scris Junglași, Babbit,
- John Steinbeck, (1902-1968), Fructele mâniei și Oameni și șoareci,
- Neal Stephenson, (născut în 1959), a scris romanul Science fiction Cryptonomicon,
- Harriet Beecher Stowe, (1811-1896), Coliba unchiului Tom,
- William Styron, (născut în 1925), a scris Alegerea Sofiei  și Confesiunile lui Nat Turner,
- Michael Szymczyk, (n. 1981), a scris Toaleta, un roman,
- Booth Tarkington, (1869-1946), Magnificii Ambersons și Alice Adams,
- John Kennedy Toole (1937-1969),
- Sergio Troncoso, (născut în 1961), Natura adevărului, and  Ultima tortilla și alte povestiri,
- Mark Twain, (1835-1910), pseudonimul lui Samuel Clemens, autor al romanelor Aventurile lui Huckleberry Finn și The Aventurile lui Tom Sawyer()
- John Updike, (născut în 1932), trilogia Rabbit(Rabbit Run, Rabbit Redox și Rabbit Is Dead)  și al romanului Vrăjitoarele din Eastwick,
- Kurt Vonnegut, (născut în 1922), Leagănul pisicii și Abatorul numărul cinci,
- Lew Wallace, (1827-1905), a scris romanul istoric Ben-Hur,
- Nathanael West, (1903-1940), a scris Miss Lonelyhearts și Ziua lăcustei,
- Edith Wharton, (1862-1937), a scris Vârsta inocenței și Ethan Frome,
- Thornton Wilder, (1897-1975), Podul din San Luis Rey,
- Tom Wolfe, (născut în 1931), The Bonfire of the Vanities,
- Thomas Wolfe, (1900-1938), Privește spre casă, îngere!,
- Paul Auster, Trilogia New York-ului

#### Sudan
- Tayeb Salih
- Ra'ouf Mus'ad, also connected with Egipt
- Leila Aboulela
- Jamal Mahjoub

#### Suedia
- Marianne Fredriksson
- Gustaf Fröding
- Erik Gustaf Geijer
- Jan Guillou
- Eyvind Johnson
- Pär Lagerkvist
- Selma Lagerlöf
- Astrid Lindgren
- Harry Martinson
- Vilhelm Moberg
- Peter Pohl
- August Strindberg (1849 - 1912)

#### Surinam
- Cynthia Mc Leod

#### Tadjikistan
- Sadriddin Aini

#### Tanzania
- Euphrase Kezilahabi (1944– )
- Shafi Adam Shafi

#### Thailanda
- Chart Korbjitti
- S. P. Somtow

#### Togo
- Jeannette D. Ahonsou
- Gad Ami (1958– )
- David Ananou (1917–2000)
- Félix Couchoro, also connected with Benin (1900–1968)
- Richard Dogbeh, also connected with Benin, Senegal and Côte d'Ivoire (1932–2003)
- Kossi Efoui (1962– )
- Christiane Akoua Ekue (1954– )
- Tété-Michel Kpomassie
- Sami Tchak

#### Trinidad-Tobago
- Vidiadhar Surajprasad Naipaul, (n. 1932)
- Lakshmi Persaud

#### Tunisia
- Hédi Bouraoui (1932– )
- Albert Memmi (1920– )

#### Turcia
- Ahmet Hamdi Tanpınar
- Aziz Nesin
- Elif Şafak
- Haldun Taner
- Halit Ziya Uşaklıgil
- Hasan Ali Toptaş
- Kemal Tahir, autorul următoarelor cărți: "Yorgun Savaşçı", "Devlet Ana", "Karılar Koğuşu"
- Metin Kaçan
- Oguz Atay
- Oktay Rifat
- Orhan Kemal, autorul următoarelor cărți: "Bekçi Murtaza",
- Yaşar Kemal, (1923 (1926), Osmaniye - ),
- Orhan Pamuk, (1952, İstanbul -),
- Reşat Nuri Güntekin
- Rıfat Ilgaz
- Sabahattin Ali
- Sabri Gürses

#### Uganda
- Moses Isegawa
- China Keitetsi

#### Ucraina
- Iuri Andruhovîci
- Ivan Franko
- Olha Kobîlianska
- Viktor Petrov
- Valerian Pidmohîlnîi
- Vasile Clem
- Mihail Pavlik
- Andrei Kurkov, (1961-)

Scriitori de limbă rusă născuți în Ucraina:
- Mihail Bulgakov
- Nikolai Vasilievici Gogol
- Vladimir Kirilenko

#### Ungaria

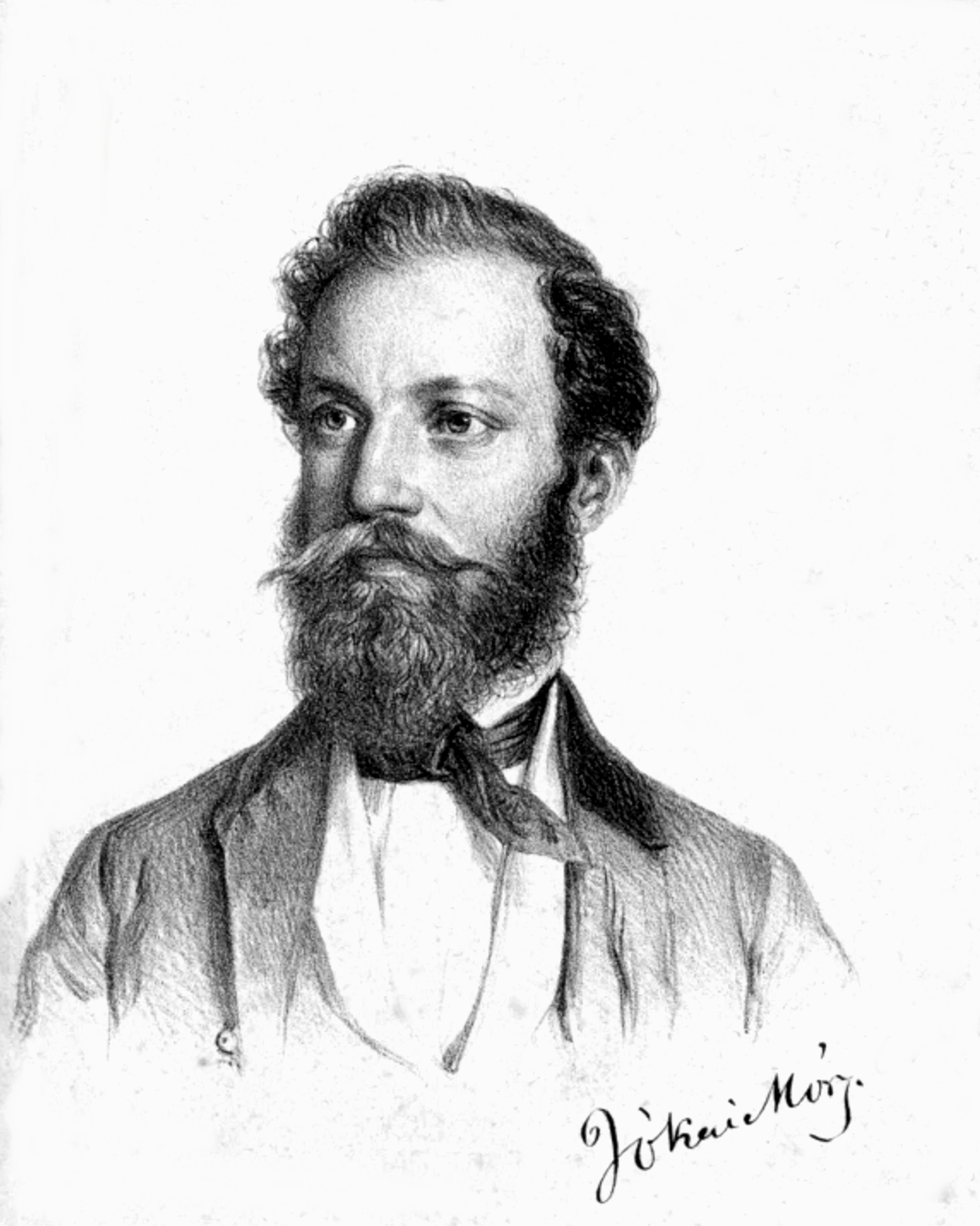
Mór Jókai

Vezi și: Listă de scriitori maghiari, Literatura maghiară

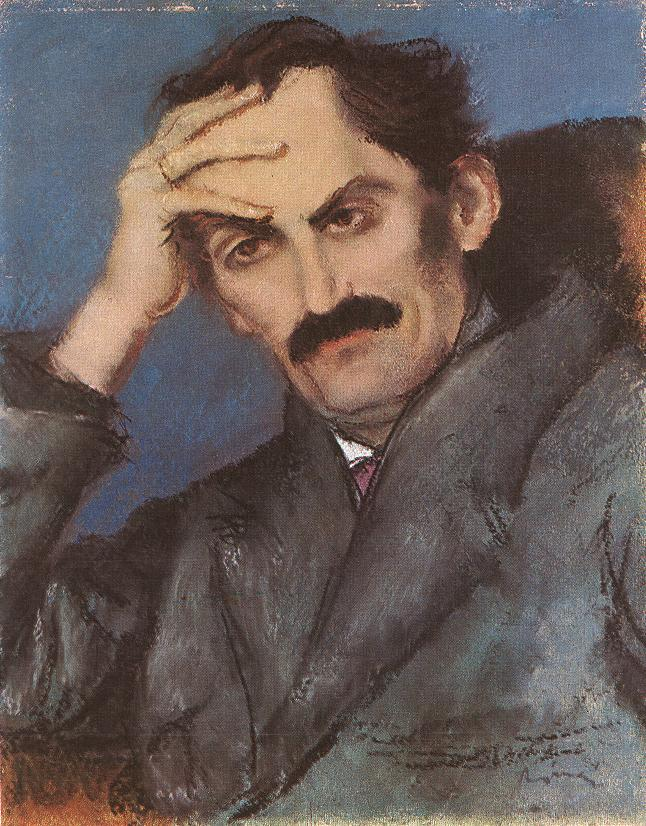
portretul lui Mihály Babits, pictat de Ferencz Rippl-Rónai

- Zoltán Ambrus (1861–1932), a scris romane și nuvele de influență franceză, unele cu tentă autobiografică, cele mai importante opere fiind: Regele Midas, Girofle și Girofla, Bănuiala , Solus eris, Lumină de toamnă, Pitici și uriași, Dinastia Berzsenyi , Grizelidis răbdătorul
- Kornél Ábrányi (fiul) (1849–1913), autor al unor romane la modă
- Mihály Babits (1883–1941), a scris o serie de romane, care și-au lăsat amprenta în literatura secolului 20, printre care: Califul Barză, Fiul lui Virgil Timár, Castelul de cărți, Fiii morții, Piloata Elza, sau societatea perfectă, de asemenea a fost poet, traducător și critic literar.
- András Berkesi (1919–1997), autorul unui mare număr de romane polițiste, foarte populare în a doua jumătate a secolului 20., a fost o personalitate controversată din cauza rolului său politic; cele mai cunoscute scrieri ale sale, sunt: Buncărul, Singurătate, Sus, la etaj, Măna destinului.
- Tibor Cseres  (1915–1993), romanele sale istorice și studiile de documentare au avut un rol important în dezvoltarea conștiinței și mândriei naționale al poporului maghiar, în a doua jumătate a secolului 20., autor a peste douăzeci de romane, printre care: Incediu la Hódrét, Marea până-n genunchi, Baronul fudulie, Zile geroase, Secol incert,  Strâmtoarea Focșani, Luptele de la Ocnele Sibiului
- György Dalos (1943– )

- Tibor Déry (1894–1977 )
- József Eötvös (1813–1871)

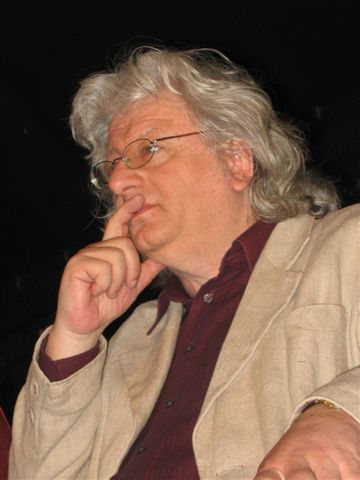
Péter Esterházy

- Péter Esterházy, conte de Galantha (1950–), laureat al premiilor Herder
- Gyula Fekete  (1922–)
- István Fekete (1900–1970), scriitor de literatură pentru copii și tineret, autor al seriei Vuk
- Jenő Heltai (1871–1957), romancier de origine evreiască, care a cultivat în scrierile sale un stil rafinat de inspirație franțuzească;mai cunoscute dintre romanele sale sunt: Șapte ani de restriște, Ultimul boem, Family Hotel, Emmanuel al VII-lea și epoca sa, Jaguar, Al 111-lea, Casa viselor, Mai tânăr

- Ferenc Herczeg (1863–1954)
- Anna Jókai (1932–), laureată a premiului Kossuth-díj, autoare a 25 romane
- Mór Jókai (1825–1904), cel mai important romancier maghiar din secolul XIX, autor a 52 romane.
- Miklós Jósika
- Margit Kaffka (1880–1918)
- Frigyes Karinthy (1887–1938), autor de romane științifico-fantastice
- József Kármán (1769–1795)
- Zsigmond Kemény (1814–1875)

Imre Kertész (1929– ), laureat al Premiului Nobel pentru Literatură în 2002, autor al romanelor Fără destin, Kadis pentru copilul nenăscut
- János Kodolányi (1899–1969)
- György Konrád (1933–)
- Károly Kós (1883–1977)
- Dezső Kosztolányi (1885–1936)
- László Krasznahorkai (1954–)
- Gyula Krúdy (1878–1933)
- Ervin Lázár (1936–), autor de literatură pentru copii
- Iván Mándy (1918–1995), autor de literatură pentru copii
- Sandor Marai, autor al romanului Lumânările ard până la capăt, Edit. Humanitas, București, 2004, traducere Anamaria Pop
- Gyõrgy Moldova
- Ferenc Molnár (1878-1952), autor al celebrului roman pentru tineret Băieții din strada Pál
- Ferenc Móra (1879-1934)
- Zsigmond Móricz (1879–1942), unul din cei mai importanți romancieri maghiari din secolul XX, reprezentant al realismului istoric, autor al romanelor Fi bun până la moarte, Grădina zânelor, Marele Principe, Umbra soarelui (trilogia Ardealul).
- Géza Gárdonyi (1863–1922), reprezentant al romantismului târziu, autor al unor apreciate romane istorice printre care: Coșciugul de aur, Stelele din Eger,
- Kálmán Mikszáth (1847–1910)
- Péter Nádas (1942–)
- László Németh (1901–1975)
- László Passuth (1900–1979)
- Géza Ottlik (1912–1990)
- Jenő Rejtő (1905–1943)
- Henriett Seth F. (1980–2008), autoare de romane științifico-fantastice
- Dezső Szabó (1879–1945)
- Magda Szabó (1917–2008) author of The Door
- Sándor Szathmári (1897–1974) author of Kazohinia
- Imre Szász (1927–2003)
- Antal Szerb (1901–1945) author of Journey by Moonlight
- Ferenc Szemlér (1901–1975)
- Mária Szepes (1908–2007)
- Áron Tamási (1897–1966)
- Józsi Jenõ Tersánszky
- Sándor Török (1904–1985), autor de romane pentru tineret
- Albert Wass, conte de Czege și Szentegyed, (1908–1998), laureat al premiului Baumgartner,  prolific dar controversat scriitor de proză și poezie, având ca temă predilectă Transilvania, autor al romanelor Până când vor crește copacii, Sabia și coasa, Vrăjitoarea din Funtinel,

Romancieri în alte limbi, născuți în Ungaria
- Arthur Koestler scriitor de limbă engleză si germană
- Agota Kristof scriitoare elvețiană de limba franceză

#### Uruguay
- Eduardo Galeano, writer and social commentator renowned throughout Latin America
- Mario Benedetti, Uruguay's best-known novelist
- Jorge Majfud
- Juan Carlos Onetti
- Horacio Quiroga
- Juana de Ibarbourou
- Delmira Agustini

#### Uzbekistan
- Otauli

#### Venezuela
- Rómulo Gallegos, (1884-1969) Canaima, Doña Bárbara
- Salvador Garmendia
- Boris Izaguirre
- Guillermo Morón
- Julián Padrón
- Arturo Uslar Pietri

#### Vietnam
- Dương Thu Hương (n. 1947) Paradise of the Blind
- Pham Thi Hoai (n. 1960)
- Hoàng Cầm
- Bao Ninh (n. 1952)
- Tran Dan

#### Zimbabwe(în trecut Rhodesia)
- Tsitsi Dangarembga (1959– )
- Chenjerai Hove (1956– )
- Doris Lessing, născut în Persia (now Iran) (1919– )
- Dambudzo Marechera (1952–1987)
- Nozipa Maraire (1966– )
- Charles Mungoshi
- Solomon Mutswairo (1924– )
- Alexander McCall Smith, also connected with Botswana (1948– )
- Stanlake Samkange (1922–1988)
- Yvonne Vera, also connected with Canada (1964–2005)